# لبنان تحت الحكم العثماني
حكمت الإمبراطورية العثمانية اسمياً على الأقل جبل لبنان منذ الفتح العثماني للأقطار العربية عام 1516 حتى نهاية الحرب العالمية الأولى عام 1918. من خلال عائلة المعنيون وهي عائلة إقطاعية درزية كبيرة، وعائلة الشهابيون وهي عائلة مسلمة سنية اعتنقت المسيحية.
عام 1516 سيطرت جيوش سليم الأول على لبنان وعلى المناطق الجبلية من سوريا وفلسطين، وعهد بإدارة هذه المناطق ل فخر الدين الأول وهو أمير من الأسرة المعنية الذي قدم الولاء للباب العالي. ولقد أزعجت الأتراك محاولاته التي كانت ترمي إلى التملص من دفع الجزية. فقرروا بسط النفوذ المباشر على البلاد، ولكن ملاك الأراضي والفلاحيين اللبنانيين على السواء قاوموا ذلك، وفي عام 1544 توفي فخر الدين في بلاط باشا دمشق مسموما، وكذلك أستشهد ابنه قرقماس في عام 1585 أثناء قتاله للأتراك.
عام 1590 إعتلى فخر الدين الثاني نجل قرقماس السلطة، وكان سياسيا ماهرا حتى وصف بأنه تلميذ لميكافيلي وأنه كان يتقنع بأقنعة الدرزية والمسيحية بحسب حاجته، فقام بدفع الجزية للسلطان وتقاسم معه الغنائم الحربية، فعينه السلطان واليا على جبل لبنان والمناطق الساحلية التابعة له، وكذلك قسم كبير من سوريا وفلسطين. أيّد معظم أمراء لبنان الحكم العثماني لبلاد الشام، وكان على رأس المؤيدين للسلطان سليم الأول الأمير المعني فخر الدين أمير المعنيين في جبل لبنان وغيره من أمراء الطوائف اللبنانيّة الأخرى. وقد أمَّر السلطان العثماني الأمير فخر الدين المعني على إقطاعياته وكذلك فعل بالنسبة لباقي أمراء جبل لبنان.
كانت الإدارة العثمانية فعالة فقط في المناطق الحضرية، بينما كانت معظم البلاد يحكمها زعماء العشائر، استنادًا بشكل كبير إلى قدرتهم على جمع الضرائب،  ويمكن وصف نظام الإدارة في لبنان خلال هذه الفترة بالإقطاعية، وعلى غرار المجتمعات الإقطاعية الأخرى، تألف النظام الإقطاعي من عائلات مستقلة تابعة للأمير الذي يوالي السلطان لذلك كان الولاء يعتمد بشكل كبير على الولاء الشخصي. كما منحت الإمبراطورية العثمانية الأقليات الدينية الحكم الذاتي من خلال نظام الملة إلى الحد يمكنهم فيه من تنظيم أنفسهم، مع الاعتراف بسيادة الإدارة العثمانية.
خلال القرن التاسع عشر سمحت هذه الهيكلة المكونة من إقطاعيات لبشير الثاني الشهابي، وهو أمير من سلالة شهاب في مناطق الدروز والمارونيين بالسيطرة على جبل لبنان في سوريا العثمانية. وفي هذه الفترة أصبح البشير الثاني حليفًا لمحمد علي الذي حاول تأمين الحكم المصري لجبل لبنان.
هذه الفترة شهدت زيادة التصاق الطبقات والنزاعات الطائفية التي ستحدد الحياة الاجتماعية والسياسية في لبنان لعقود قادمة. وأثار تقسيم جبل لبنان إلى مقاطعتين مارونية ودرزية العداوات بين الطوائف المختلفة بدعم من القوى الأوروبية التي بلغت ذروتها في النهاية بمذبحة عام 1860. وبعد هذه الأحداث تدخلت لجنة دولية مكونة من فرنسا وبريطانيا والنمسا وبروسيا، ونفذت الإمبراطورية العثمانية تغييرات إدارية وقضائية.

## الحكم العثماني 1516-1918
تميزت الإمبراطورية العثمانية بالتنوع حيث عاشت فيها مجتمعات متوازية. كان الانتماء الديني عاملًا أساسيًا في طريقة تصنيف الدولة العثمانية وتمييزها بين أفرادها. لعب تفوق الإسلام دورًا مركزيًا في الأيديولوجية الإمبراطورية، لكن هذا لم يكن عقيدة مركزية لما يعنيه أن تكون "عثمانيًا". وبدلاً من ذلك كان المبدأ الأساسي للرعايا هو الخضوع لآل عثمان،  وكان الجانب المهم للزعماء القبليين هو قدرتهم على جمع الضرائب للإمبراطورية. ويشار إلى هذه الإدارة أيضًا باسم الإقطاع، مما يعني أن العائلات الإقطاعية المستقلة كانت تخدم الأمير، الذي بدوره يخدم السلطان في إسطنبول. ولعب الولاء الشخصي دوراً مهماً في هذا الالتزام. اعتبر آل عثمان يعتبرون السيادة المطلقة للحاكم العثماني أمرًا حاسمًا للحفاظ على إمبراطورية تضم العديد من المجتمعات المختلفة. وشملت هذه المجتمعات من بين أمور أخرى الأشكناز والسوريين والموارنة والأقباط والأرمن واليهود. كان على هذه المجتمعات الامتثال للنظام المالي العثماني؛ وفي المقابل حصلوا على الاستقلال الديني والمدني. ومع ذلك فقد كان من الواضح في المجتمع أن القانون والشريعة الإسلامية هي المهيمنة. وتم اعتبار المسيحيين واليهود من أهل الذمة، مما يعني أنه كان يُنظر إليهم على أنهم أقل شأنا، ولكنهم أيضًا محميين. ويُطلق عليهم "أهل الكتاب". وعلى الرغم من هذا التمييز المنتشر في الإمبراطورية، إلا أن المجتمعات غير المسلمة كانت تذهب إلى المحاكم للقضايا القانونية وبالتالي تحفزت على تأسيس أنفسها كمجتمعات متميزة تتخذ قراراتها الخاصة. كان هذا النظام القانوني للأمة جزءًا لا يتجزأ من الإمبراطورية وساند حكم الإمبراطورية العثمانية على الشعوب المتنوعة من خلال الحماية القانونية للمجتمعات الطائفية المستقلة. حتى القرن التاسع عشر لم تكن المجتمعات المختلفة مرتبطة بشكل صريح بالانتماء السياسي.

## الفتح العثماني

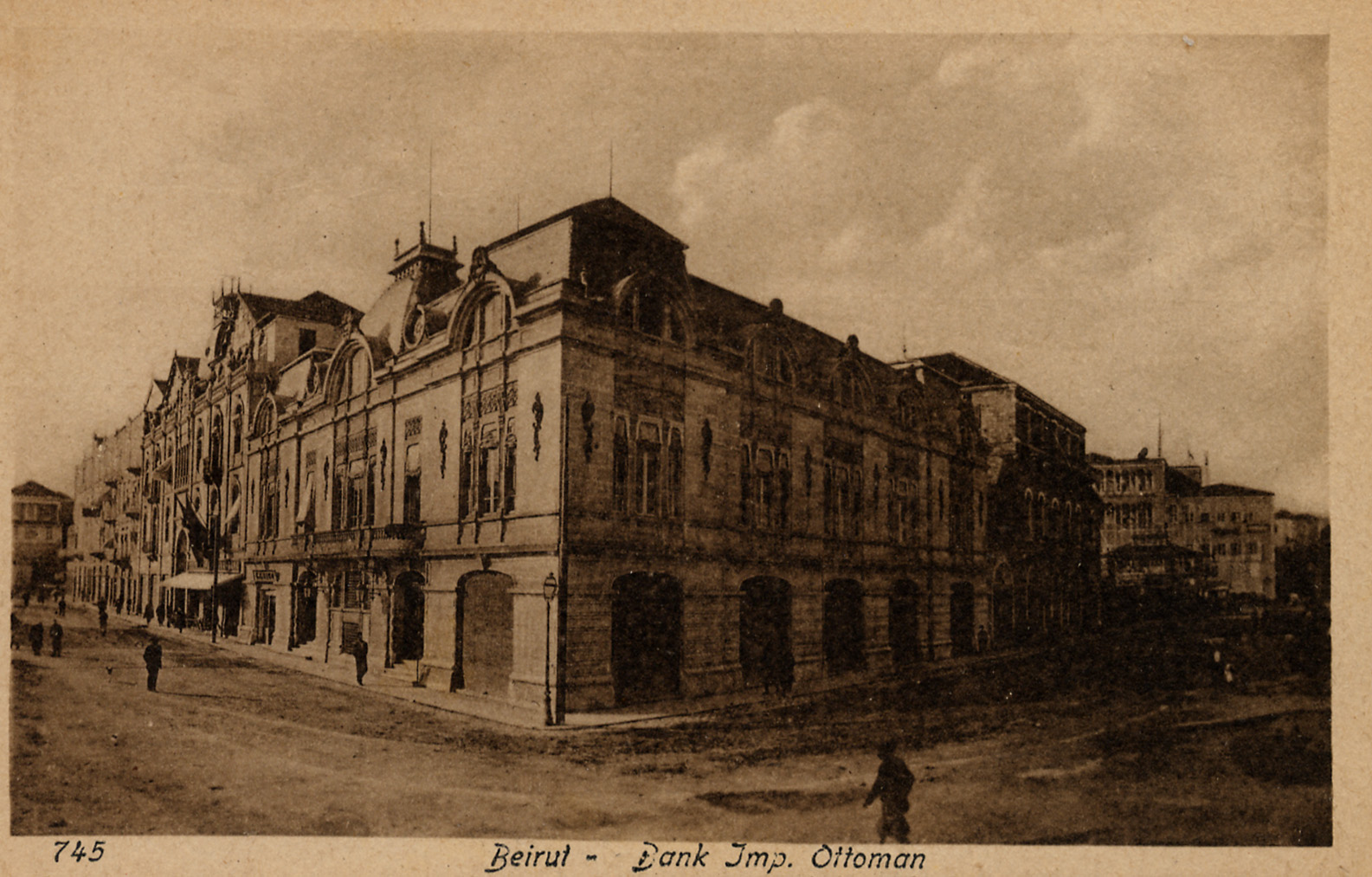
البنك العثماني في بيروت.

بعد هزيمة الصفويين انتصر السلطان العثماني سليم الأول على المماليك في مصر، وهزمت قواته التي غزت سوريا المقاومة المملوكية بقيادة قانصوه الغوري. في عام 1516 في معركة مرج دابق شمال حلب.

## حكم المعنيين
بعد الفتح العثماني قُسم الشوف إدارياً إلى ثلاث نواحي تابعة لسنجق صيدا بيروت، والذي كان تابعًا لإيالة دمشق. وكانت نواحي الشوف بالإضافة إلى نواحي الغرب والجرد والمتن، مأهولة بأغلبية درزية في ذلك الوقت، ويُشار إليها باسم جبل الدروز. بعد دخول السلطان العثماني سليم الأول دمشق نصب جان بردي الغزالي نائبًا في دمشق، وأضاف إليها القدس وغزة وصفد والكرك وأقام عمالًا على حلب وحمص وأطرابلس والمدن البحرية، وعهد إليه بالسلطة السياسية أو حقوق تحصيل الضرائب في المناطق الفرعية الواقعة بين بيروت وطرابلس شمال جبل الدروز. لم يبايع الأمير "جمال الدين حاجي" سليم الأول في دمشق، وبعد رفضه الدعوة العثمانية للحرب في عام 1518 ألقي به في السجن. كتب سليم الأول إلى أمراء لبنان ودعاهم للالتقاء به، حضر "الأمير فخر الدين بن الأمير يونس معن" وعينه على منطقة الشوف. وعين الأمير "جمال الدين اليمني" على منطقة الغرب، وعين الأمير "عساف التركي" على منطقة كسروان وبلاد جبيل. أما أمراء الغرب الدروز من الطنوخية، فلم يحضروا لأنهم كانوا من أنصار المماليك. أشار مؤرخ القرن السابع عشر والبطريرك الماروني اسطفان الدويهي إلى أن أمراء المعنيين قرقماز، وعلام الدين سليمان، وزين الدين، اعتقلوا جميعًا على يد الغزالي في 1518، ونقلوا إلى عهدة سليم الذي أطلق سراحهم بعد دفع غرامة كبيرة لدعمهم تمرد أمراء بني الحنش البدو في صيدا وسهل البقاع.

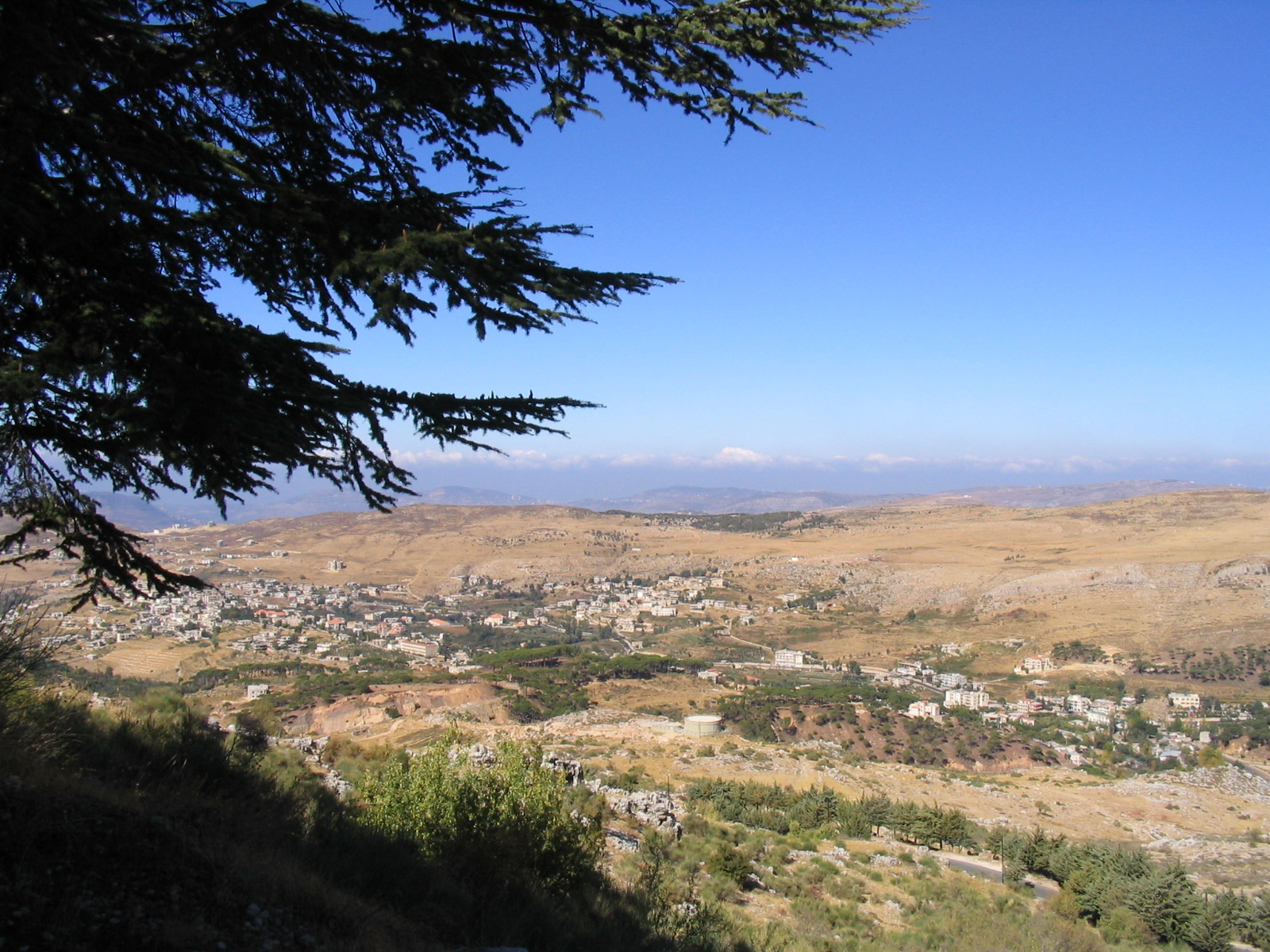
قرية باروك (المصورة عام 2005) كانت مقر قرقماز حفيد فخر الدين الأول وجد فخر الدين الثاني

من المحتمل أن المعنيين الثلاثة تقاسموا رئاسة الشوف على الرغم من عدم معرفة مدة وطبيعة الترتيب. ويفترض المؤرخ الحديث عبد الرحيم أبو الحسين أن زين الدين هو "زين بن معن" المذكور في سجل عثماني باعتباره صاحب طاحونة مائية متهالكة ذات حجري في عام 1543، في حين أن إشارة ابن طولون إلى جزء من الشوف باسم "شوف سليمان بن معن" في عام 1523 يشير على الأرجح إلى علم الدين سليمان. ولم يذكر مؤرخو المعنيين اللاحقين على أي حال من الأحوال زين أو سليمان، وقد يرجع ذلك لأسباب سياسية تتعلق بارتباط المؤرخين بالمعنيين من قرقماز. وقد كان مقر الأخير في قرية الباروك في الشوف، حيث آوى أفراداً من عائلة يوسف سيفا بعد هروبهم من عكار في 1528. وقد يعود سبب اختيار قرقماز الباروك بدلاً من مقر أسلافه في دير القمر مرتبطاً بالصراع مع علم الدين سليمان الذي كان يسيطر على دير القمر في ذلك الوقت،  أو لانقسام قبيلة الشوف بين مشايخ المعنيون.
في عام 1523 أحرقت قوات والي دمشق خرام باشا القرى في "شوف سليمان بن معن" بما في ذلك الباروك، بسبب متأخرات الضرائب وعصيان المعنيين، وأعادت قوات الوالي إلى دمشق أربع عربات محملة بالدروز. ووفقاً لهاريس فإن "مثل هذه الوحشية رسخت المقاومة الدرزية"،  وفي العام التالي قتل المقاتلون الدروز السوباشي (مسؤولين إقليميين) الذين عينهم خرام باشا لإدارة مناطق جبل لبنان، مما دفعه لإرسال حملة أخرى ضد الشوف، والتي عادت ثلاث عربات محملة برؤوس الدروز وثلاثمائة امرأة وطفل كأسرى. أدت وفاة جمال الدين حجي في السجن عام 1521 والحملات العثمانية إلى قبول "بنو بوهْتور" لأولوية المعنيين على الدروز في جنوب جبل لبنان. وفي عام 1545 تم استدراج أمير الدروز البارز "يونس معن" إلى دمشق وأُعدم في ظل ظروف غير واضحة، لكنه يشير إلى استمرار عصيان الدروز تحت قيادة المعنيين.
بعد وفاة يونس تحرك الدروز لاستيراد بنادق بعيدة المدى تتفوق على بنادق العثمانيين. في عام 1565 استخدم الدروز الأسلحة الجديدة في كمين نصبته فرقه السباهية التابعة للجيش العثماني في عين دارة، وعلى مدى السنوات التالية نجح الدروز في صد محاولات العثمانيون لجمع الضرائب ومصادرة الأسلحة، مع زيادة ترساناتهم من البنادق. في عام 1585، نظمت السلطات الإمبراطورية حملة أكبر ضد الشوف وسنجق صيدا-بيروت بشكل عام بقيادة بكلربك مصر إبراهيم باشا. وأنهى التمرد بانتصار حاسم وصادر آلاف البنادق وحصّل المتأخرات الضريبية المُتراكمة على مدى عقود في شكل نقود أو ممتلكات. وكان أهم زعيم في الشوف في ذلك الوقت هو "قرقماز" وعلى الأرجح أنه ابن يونس،  ويعتقد المؤرخ الحديث محمد عدنان البخيت أن يونس كان على الأرجح رئيس المعنيين في ذلك الوقت. وربما يكون حفيد قرقماز المذكور أعلاه.  ومن المحتمل أنه كان زعيم منطقة الشوف المشار إليها باسم "شوف بن معن" وهي منطقة فرعية مذكورة في الوثائق العثمانية في 1523 و1530 و1543 و1576. رفض قرقماز الخضوع لإبراهيم باشا وهرب من الشوف وتوفي بعد فترة وجيزة مختبئًا. تركت الحملة جبل الدروز في حالة من الفوضى تميزت بالاقتتال الداخلي بين الدروز.

### عصر فخر الدين الثاني
عام 1590 اعتلى فخر الدين الثاني نجل قرقماز السلطة، وكان سياسياً ماهراً حتى وُصف بأنه تلميذ لميكافيلي وأنه كان يتقنع بأقنعة الدرزية والمسيحية بحسب حاجته، فقام بدفع الجزية للسلطان وتقاسم معه الغنائم الحربية، فعينه السلطان والياً على جبل لبنان والمناطق الساحلية التابعة له، وكذلك قسم كبير من سوريا وفلسطين.

#### السيطرة على سنجق صيدا-بيروت وصفد

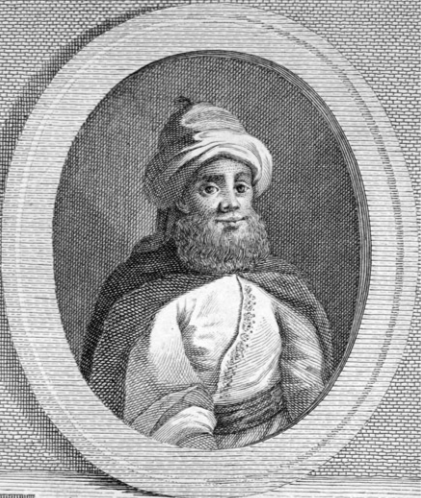
نقش صورة فخر الدين الثاني.

حوالي عام 1590 خلف قرقماز ابنه الأكبر فخر الدين الثاني كمقدم لكل الشوف أو جزء منها. وعلى عكس أسلافه المعنيين تعاون فخر الدين مع العثمانيين الذين على الرغم من قدرتهم على قمع الزعماء المحليين في جبل لبنان بقوة هائلة، إلا أنهم لم يتمكنوا من تهدئة المنطقة على المدى الطويل دون دعم محلي.
وعندما عُين مراد باشا على دمشق استضافه فخر الدين وقدم له هدايا باهظة الثمن عند وصوله إلى صيدا في سبتمبر 1593. فرد مراد باشا بتعيينه سنجق بكي لصيدا بيروت في ديسمبر. أدى انشغال العثمانيين بالحروب ضد إيران الصفوية (1578–1590؛ 1603–1618) والحرب مع النمسا الهابسبورغية لإتاحة المجال لفخر الدين لتعزيز وتوسيع سلطته شبه المستقلة.

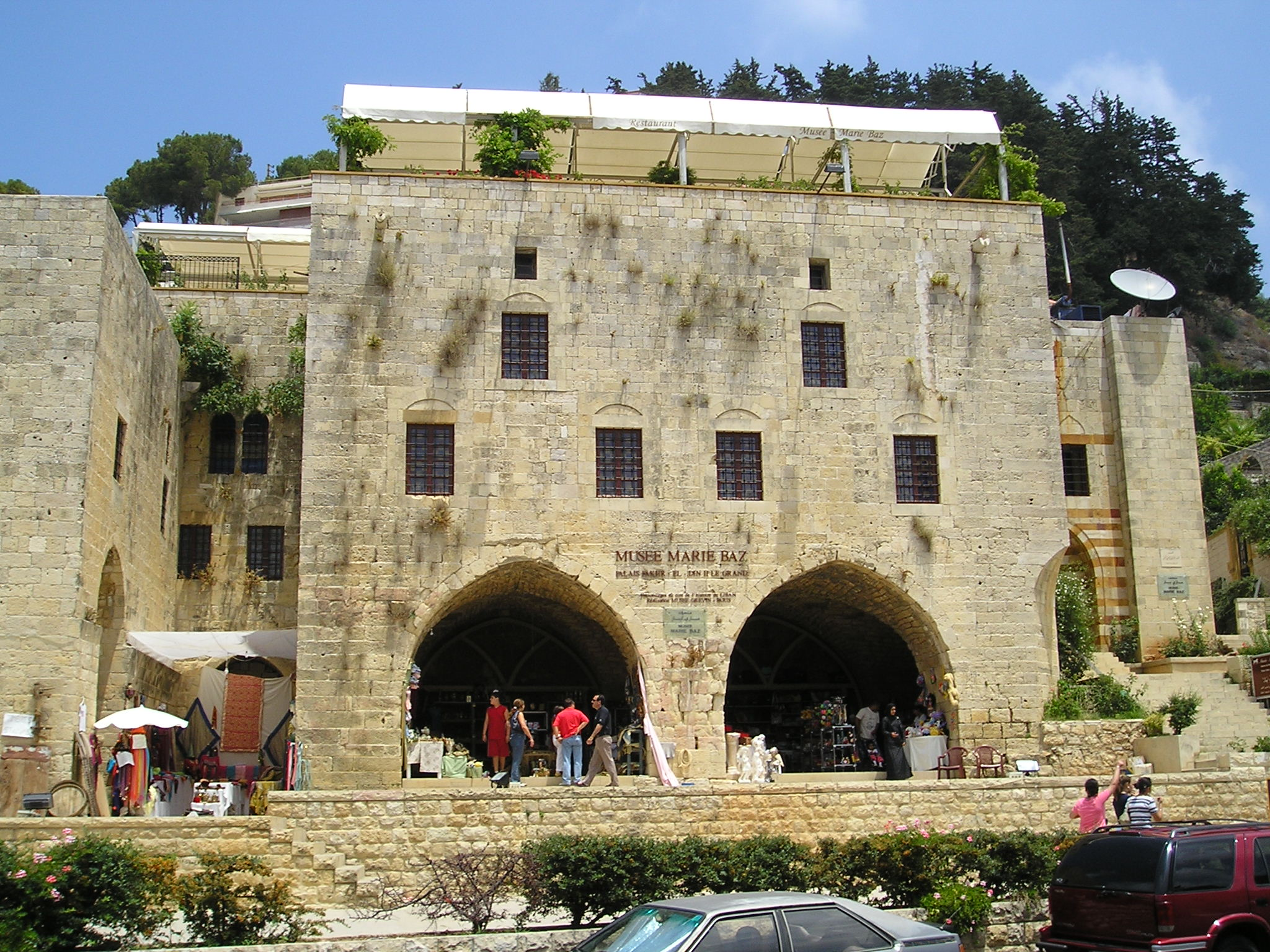
السراي بدير القمر مقر معن لفخر الدين

في يوليو 1602  بعد أن أصبح راعيه السياسي مراد باشا وزيرًا في القسطنطينية،  عُين فخر الدين على سنجق صفد. ومع وجود دروز صيدا-بيروت وصفد تحت سلطته، أصبح فعلياً زعيمهم الأعلى. وربما عُين في هذا المنصب للاستفادة من قاعدة سلطته الدرزية ضد الشيعة.
في عام 1606، تحالف فخر الدين مع المتمرد الكردي "علي جنبلاد" من حلب ضد خصمه المحلي يوسف سيفا من طرابلس؛ وكان قد عُين قائدًا للجيوش العثمانية في بلاد الشام لقمع جنبلاد. وقد يكون دافع فخر الدين هو طموحه في الحكم الذاتي الإقليمي، والدفاع عن أراضيه من سيفا، أو توسيع سيطرته إلى بيروت وكسروان، وكلاهما تحت سيطرة سيفا. حاصر الحلفاء سيفا في دمشق، وأُجبر في النهاية على الفرار. وفي أثناء القتال استولى فخر الدين على كسروان. وعندما هُزم جنبلاد على يد العثمانيين، استرضى فخر الدين مراد باشا الذي أصبح منذ ذلك الحين الصدر الأعظم بمبالغ كبيرة من النقود والبضائع. واحتفظ فخر الدين بسنجق صفد، وعين ابنه علي على سنجق صيدا-بيروت واعترف الباب العالي بسيطرة المعنيون على كسروان.

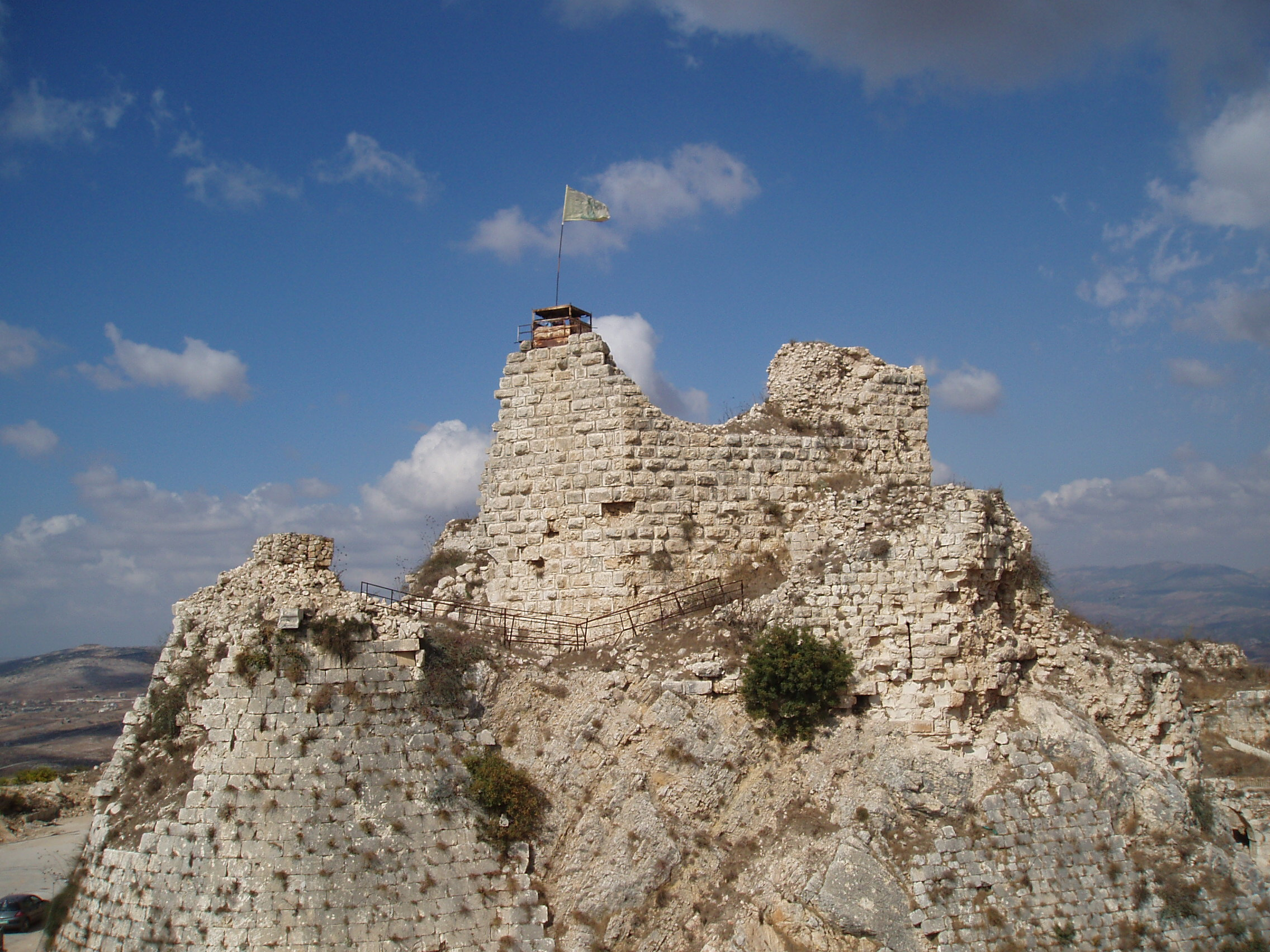
وكان شقيف أرنون معقلاً لفخر الدين يحرس مناطقه من الجنوب.

#### فترة يونس وعلي
فقد فخر الدين حظوته الإمبراطورية بوفاة مراد باشا في يوليو 1611 وخلافة نصوح باشا. وبحلول ذلك الوقت كان الباب العالي قد تخلص من الحروب مع النمسا وإيران وثورات الأناضول، وحول اهتمامه إلى شؤون بلاد الشام. وأصبحت السلطات حذرة من توسع أراضي فخر الدين، وتحالفه مع دوقية توسكانا الكبرى وتعزيزه للحصون وتحصينها وتوظيفه للساكبان المحظورين. وعين نصوح باشا أحمد باشا والي دمشق على رأس جيش كبير لقمع فخر الدين. الذي استقل بدوره سفينة أوروبية وهرب إلى لفرنة في توسكانا.
وفي غياب فخر الدين تولى شقيقه الأصغر يونس منصب قيادة الشوف. وتعاون السكبان المتمركزين في دير القمر مع أحمد باشا، فهاجر يونس إلى بعقلين. وسعى العثمانيون إلى تفكيك قلعة الشقيف، وقلعة الصبيبة، التي كانت تحت سيطرة حسين يازجي وحسين الطويل، على التوالي؛ ورُتب هدم القلعتين بمساعدة سلالة حرفوش المنافسة في بعلبك، وحصلوا على مكافأت كبيرة. وجُرد المعنيون من ولاياتهم في صيدا بيروت وصفد وكسروان، واحتفظ يونس بمزرعة الضرائب في الشوف من إيالة صيدا المُنشأة حديثًا في 1614. وعاد خصومهم الدروز والشيعة إلى الظهور كمزارعي الضرائب في جبل لبنان وجبل عامل.
على الرغم من شدة ضعف موقف المعنيون، إلا أن الظروف السياسية تغيرت لصالحهم في عام 1615، بعد إعدام نصوح باشا واستبدال أحمد باشا بوالي صديق، وحل إيالة صيدا، وانسحاب القوات من سوريا للقتال على الجبهة الإيرانية. عُين يونس في صفد وعلي في صيدا-بيروت، وبعد فترة وجيزة سلمت المنطقتين لعلي. ثم واجه المعنيون منافسيهم الدروز، وهم مظفر العندري من الجرد، والشيخ أرسلان محمد بن جمال الدين من الشويفات في الغرب، والصواف الشبانية في المتن. وهزمهم علي ويونس في أربع معارك في جبل الدروز في إغميد وعين دارة وعبيه ونبع الناعمة على الساحل الجنوبي لبيروت. وأثناء القتال استعادوا السيطرة على بيروت وكسروان. بعد ذلك منح علي المعنيون مزارع الضرائب في بيروت والغرب والجرد، وعائلة أبو اللما مزرعة الضرائب في المتن. بلغت المعارضة المتزايدة المعنيون من قبل شيعة سنجق صفد ذروتها بدعمهم لجهود يازجي ليحل محل علي وتحالفهم مع حرفوش في 1617-1618. قُتل يازجي فور توليه منصبه في صفد في يونيو 1618، وأُعيد علي إلى منصبه. وفي هذه الأثناء تصاعدت التوترات بين المعنيون وحلفائهم التنوخيد وأبو اللما فيما يتعلق بنزاعات الملكية في بيروت.

#### ذروة القوة
عفا العثمانيون عن فخر الدين وعاد إلى جبل لبنان ووصل إلى عكا في 29 سبتمبر 1618. وعندما علم حلفاء العائلة المعنية الدروز بعودته، تصالحوا مع علي ومن ذلك الحين لم يكن هناك معارضة دروز نشطة أخرى لفخر الدين. كان قلقًا بشأن الروابط المتنامية بين آل حرفوش وزعماء الشيعة في صفد، لذا اعتقل الزعيم الشيعي البارز في جبل عامل "علي منكر" وأطلق سراحه بعد فدية دفعها يونس الحرفوشي . ثم انتقل للإشراف على تحصيل الضرائب في بلاد بشارة في ديسمبر، مما دفع عائلات علي الصغير ومنكر وشكر ودغير إلى اللجوء إلى يونس الحرفوشي والتهرب من الدفع. ورد فخر الدين بتدمير منازلهم، ثم تصالح مع زعماء جبل عامل وانضمت الجيوش الشيعية إلى جيشه في حملاته العسكرية اللاحقة.
تحرك فخر الدين ضد آل سيفا في 1619، واستولى على معقلهم في حصن عكار، وبعد أربعة أيام حاصر يوسف وحلفاؤه الدروز في قلعة الحصن. ثم أرسل فصيلًا لحرق قرية عكار، موطن عائلة سيفا، واستسلمت حصون السيفا في جبيل وسمار جبيل. وبسبب الضغط العثماني رفع فخر الدين الحصار على قلعة الحصن، وكان قد سيطر على منطقتي جبيل والبترون خلال الحملة،  فُصل يوسف في عام 1622 بعد فشله في تحصيل الضرائب إلى الباب العالي، لكنه رفض تسليم السلطة لخلفه عمر كتانجي، الذي طلب بدوره الدعم العسكري من فخر الدين. واستجاب فخر الدين مقابل التزام نواحي طرابلس قضاء بشري وعكار. وعندما أنطلق فخر الدين فر يوسف إلى عكار. فأرسل الأمير حليفه الماروني أبو صافي الخازن، شقيق مستشاره المالي والسياسي وكاتبه أبو نذير الخازن، للسيطرة على بشري الموارنة، وبالتالي إنهاء حكم المقدمات المارونية المحلية التي تأسست منذ أواخر القرن الرابع عشر. في عام 1623 حشد فخر الدين قواته في بشري لدعم ابن أخ يوسف المتمرد سليمان، الذي كان يسيطر على صافيتا. مؤكدًا سيطرة المعنيون على صافيتا بشكل عملي.

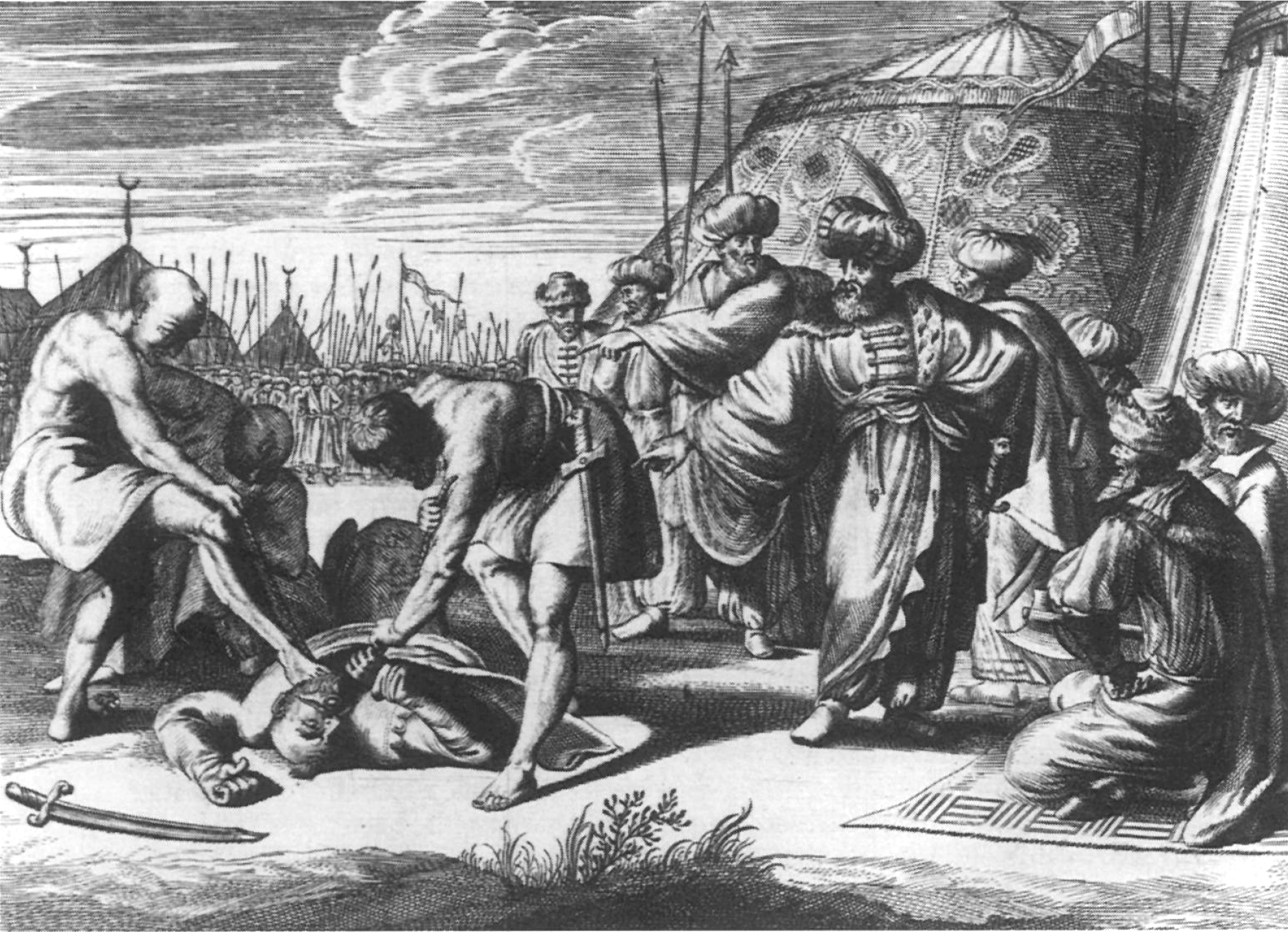
نقش لأولفرت دابر من عام 1677 يصور أسر فخر الدين لمصطفى باشا، بيلربي دمشق، في معركة عنجر عام 1623. يظهر فخر الدين كشخص واقف ومعمم، يشير نحو مصطفى باشا، الذي تم وضعه على الأرض.

في أغسطس وسبتمبر 1623، طرد فخر الدين آل حرفوش من قرية قب إلياس في البقاع الجنوبي بسبب منعهم دروز الشوف من زراعة حقولهم. وفي رواية أخرى أكثر دقةَ وأكثر تفصيلاَ أن صهره الأمير أحمد بن يونس الحرفوشي الخزاعي) (... - 1030 هـ)، من أمراء آل حرفوش حكّم بعلبك والبقاع اللبناني. سكن مشغرى من أعمال البقاع وجرت مكاتبات بينه وبين شيعة طرابلس أولاد داغر وأمراء جبل عامل بني علي الصغير وبني منكر، مما أزعج كثيراً فخر الدين فسعى لطرده من مشغرى بالرغم من كونه صهره، وذلك خوفاً من إن يسعى لتكوين زعامة له على حساب مناطق نفوذه. في هذه الأثناء في يونيو ويوليو استبدل الباب العالي "علي معن" في منصب سنجق صفد، واستبدل شقيقه حسين ومصطفى في منصب سنجق عجلون ونابلس بمعارضين محليين من المعنيون. وتحرك المعنيون للسيطرة على عجلون ونابلس. وشن فخر الدين حملة ضد الترابيين والفروخ في شمال فلسطين، لكنه هُزم في معركة عند نهر العوجا بالقرب من الرملة. وفي طريق عودته إلى جبل لبنان من حملة فلسطين الفاشلة، أُبلغ فخر الدين بأن الباب العالي أعاد تعيين أبنائه وحلفائه في صفد وعجلون ونابلس. ومع ذلك فقد شرع والي دمشق مصطفى باشا بدعم من آل حرفوش، في حملة ضد المعنيون. فهزم فخر الدين القوة الدمشقية في عنجر وأسر مصطفى باشا. واستخرج فخر الدين من الباب العالي تأكيد ولاية المعنيون، والتعيينات الإضافية لنفسه لإدارة سنجق غزة، وابنه منصور على سنجق لجون، وعلي على ناحية البقاع الجنوبي. لكن لم تُنفذ التعيينات في غزة ونابلس واللجون بسبب معارضة أصحاب السلطة المحليين. فغزا فخر الدين بعلبك بعد فترة وجيزة واستولى على قلعتها ودمرها في 28 مارس. وأُعدم يونس الحرفوش عام 1625، وهو نفس العام الذي تولى فيه فخر الدين منصب حاكم ناحية بعلبك.
ويذكر المؤرخون أمثال أبو حسين ود.سعدون حمادة ود.فؤاد خليل عن أحد أهم أسباب معركة عنجر، أن الأمير يونس الحرفوشي كان قد تولى سنجقية صفد بزيادة الف ذهب وأصبح بحكم منصبه «سنجق صفد أمير لواء حمص ضابط بعلبك وبقاع العزيز» حاكماً على الشيعة من أعماق البادية شرقاَ حتى أطراف بلاد بشارة، بما فيها مقاطعات جبل عامل الثلاث، والبقاعين ومدينتي بعلبك وصور، ومناطق صفد ونابلس وعجلون في فلسطين. مما أثار حفيظة الأمير فخر الدين وغضبه وجعله يستنفر جميع طاقاته وقواه العسكرية والمالية والسياسية لإسترداد سنجقية صفد.
وبعد سلسلة من المشاحنات بين الأميرين أدت إلى نشوء حلفين في بلاد سوريا (جبل لبنان وبلاد الشام) الأول يقوده فخر الدين ومعه ابنه علي، وأخوه يونس، وعلي شهاب وأحمد الشهابي والبلوكباشي الحاج كيوان ..ورجالهم من جبل لبنان وبيروت وصيدا ومتاولة جبل عامل وصفد وعجلون ونابلس والسكمان...

والفريق الثاني يقوده يونس الحرفوشي ومعه إبنه حسين، وعمر بن سيفا وعباس أمير عرب بلاد حمص وعرب آل موسى والبلوكباشي كرد حمزة وهؤلاء لبسوا ثوب الشرعية فأمّروا عليهم والي الشام مصطفى باشا ورجالهم من البقاع وطرابلس وحمص وعسكر الشام والسكمان...

##### كشف وقائع ومجريات معركة عنجر
قرر الوزير مصطفى باشا بمشورة المعني القضاء على سلطة يونس الحرفوشي وهنا يبرز السؤال، هل كانت المعركة مؤامرة نسجت ضد يونس الحرفوشي؟ هذا التساؤل تدعمه عبارة أوردها المحبي عرضاً في كتابه «خلاصة الأثر» قال «وذلك أن العسكر الشامي كانوا قصدوا محاربة أولاد الحرفوشي، وإخراجهم من بعلبك، وطلبوا من مصطفى باشا أن يخرج معهم فأبى أولاً، وأمر بالتربص فلم يرضوا إلا بخروجه، فخرج بهم بعد أن كتب عليهم حجة بذلك. ولما تقابل الفريقان انكسر العسكر الشامي؟، ووقع الوزير المذكور (مصطفى باشا) في أيدي عشير ابن معن، ثم بقي عنده في البقاع أياماً، ثم ذهب معه إلى بعلبك في طلب أولاد الحرفوشي».

هذا القول مع إضطرابه يثير شكوكا حول مؤامرة نسج خيوطها عسكر دمشق والباشا وابن معن. إذ استدرجوا يونس الحرفوشي إلى المعركة، وتخلوا عنه. وخصوصاً بعدما أعاد معظم جنوده لحراسة بعلبك قبل حدوث المعركة. والروايات تؤكد أن الذين قاتلوا وصمدوا هم رجال يونس الحرفوشي وابن سيفا مع قلتهم. والصفدي مؤرخ فخر الدين روى أن بداية المعركة كانت نصراً للحرفوشي إذ دحرا المعني «وأطلعوهم من قرية المجدل حتى أوصلوهم إلى كعب البرج وضايقوهم وملكت سكمانية ابن سيفا وابن الحرفوش البلد» ويضيف إن ماية خيال فقط هجموا على آلاية مصطفى باشا فإنهزم عسكره واستسلم للأسر.
أما المحبي فشرح أسباب نقمة أهل الشام على يونس الحرفوشي وتتلخص بأن الحرفوشي (الرافض) أخذ يضيق على السنة في بعلبك فنزحت منهم عائلات كثيرة إلى دمشق وهناك حرضت عساكر الشام ضده ثم عمد فشيد أول مسجد للشيعة في بعلبك سنة 1028هـ /1618م. وإتصاله بمتاولة بلاد بشارة أزعجت المعنيين وحلفاءهم..'.
إن أول تدابير إتخذها مصطفى باشا بعد وصوله إلى بعلبك وإستقباله وفداً من أعيان الشام وكبار الأغوات، تداول معهم بمختلف الشؤون بمشاركة فخر الدين وكان من بينهم نجم الدين الغزي، المؤرخ الذي نزل مع الوفد في الخيام على منتزه رأس العين هي:
1. «يكون الحاج كيوان آغا اليكجرية وطريفي حسين بلوكباشي كتخدا»
2. أعطى لفخر الدين تمسكاً - أمراً- بقتل الممسوكين من الجنود الانكشارية الذين قاتلوا معه في معركة عنجر ولكن فخر الدين أبدى لهم عذراً وأقنع الباشا بعدم تنفيذ الأمر. «وطاول في القضية وأبدى المعذرة».[89]
3. «أرسل إلى متسلمه في الشام وإلى كبرائها وأعيانها أمراً بالقبض على الانكشارية الموالين لكورد حمزة وقتلهم، فنفذ الأمر بخنق بعضهم في القلعة، وهرب الباقون إلى حمص وحماة وحلب وتفرقوا الأقطار أيدي سبأ».[90]
4. أعطى لفخر الدين مقاطعة غزة وتوابعها وأحكام التحاويل بسنجق صفد وأعطى ولده علي مقاطعة بقاع العزيز، وتحويل سنجق عجلون إلى حسين ولده الآخر ونابلس إلى مصطفى كتخداه، وسنجق اللجون إلى منصور إبنه الثالث، ونظم الوالي والأمير أمور جند الشام سوياً وبدا في هذه المرحلة وكأنّ فخر الدين أعطي الصلاحيات التي كانت لكيوان وكورد حمزة مجتمعين.

إن ما يثير مزيداً من الريبة والشك في حقيقة معركة عنجر، كما أوردها الصفدي، أن هذه الفرمانات التي أصدرها الوالي مباشرة بعد المعركة تعاقب كورد حمزة وجميع أتباعه وهو الذي حافظ على ولائه للوزير منذ البداية، بينما تنهال المناصب والمقاطعات على كيوان وفخر الدين اللذين قاتلاه وأسراه، على زعم الصفدي. ويقول سعدون حمادة في كتابه تاريخ الشيعة«قد يمكن تفسير ذلك بأن الوالي كان في حكم مسلوب الإرادة لوقوعه في قبضة فخر الدين المنتصر في حينه، ولكن الواقع أن سياسته استمرت بدون تغيير بعد عودته إلى مركز ولايته حيث عاقب كل من كان له صلة بكورد حمزة وكيوان بينما استمرت علاقة التعاضد والتحالف بينه وبين فخر الدين حتى بعد عزله من الولاية؟».

إذا وضعنا رواية الصفدي عن معركة عنجر جانباً فهو قبل كل شيء من رجال فخر الدين وبطانته وقد وضع مؤلفه بناءً لرغبة ملزمة من سيده، ورجعنا إلى مصادر أكثر حياداً مثل المحبي الدمشقي رغم عدائيته المذهبية التي أعلن عنها في أكثر من مناسبة وردت في مؤلفه، لآل حرفوش، لوجدنا أنه لم يكن أميناً في سرد بعض الحقائق وإخفاء بعض الوقائع، ولا غرابة في ذلك فواضع هذا المؤلف سواء صحت نسبته إلى القاضي الصفدي أو غيره لم يتوخى من وراء كتابته التاريخ المجرد، وهو ليس مؤرخاً ولم يعرف له تاريخ آخر، وغايته خدمة أغراض سيِده السياسية وتأكيد الوقائع كما أرادها لا كما وقعت فعلاً، ونشرها وتوثيقها، استباقاً لأية محاولة قد ترمي إلى إظهار حقيقة الأمور والكشف عن خدعة كيوان ورفيقيه وفضح مناورتهم أمام السلطة العثمانية خصوصاً.

أقسم الرجال الثلاثة كيوان وكورد حمزة وفخر الدين على أن يكونوا يداً واحدة في كل الأمورهم، وفي كل ما يعود إلى شؤون الحكم والسياسة في ولاية دمشق. لذلك أبدى فخر الدين إصراراً غريباً على فرض معركة عسكرية على يونس لا يريدها، بدون مبرر مقنع ولا سبب واضح فاستباح كل المقدسات العائلية في قب الياس، والدينية في كرك نوح، وقواعد المودة ورفقة السلاح وعرفان الجميل في سرعين. في هذه الأثناء تظهر فجأة في أوساط جند الشام حمية مذهبية معادية للشيعة تقود إلى حركة ذاتية، تفرض على الوالي قسراً رغم إرادته، وبدون أوامر من رؤسائه، الخروج من مركز باشاويته لقتال يونس الحرفوش وإخراجه من بعلبك. وهو رجل غشوم لم يكن أكثر من ألعوبة في يد كيوان صاحب المواهب الإستثنائية في الخداع والمكر والألاعيب وإظهار الأمور على غير حقيقتها، حتى أصبح علماً في كل هذه الموبقات، وهو الأب الروحي لفخر الدين وأحد رئيسي جند الشام وثالث أصحاب القسم.

وصل الباشا إلى عنجر وفي ذهنه أنه خارج لملاقاة يونس الحرفوش، فوجئ بفخر الدين في ميدان المعركة وبهجوم على جنده المخامر قام به مئة أو أكثر من جنوده، لم يلبث إلا قليلا حتى لاذت الجيوش الشامية بالفرار تاركة قائدها أسيراً بين يدي المنتصر، بلا جهد ولا حرب ولا قتال.
هذه حقيقة لعبة عنجر، وضع قواعدها كيوان، ونفذها الحلفاء الثلاثة، وكان ضحيتها قائد شيعي متحفظ وباشا عثماني ساذج. فدخلت إلى التاريخ الوطني اللبناني كأعظم مفاخره ومآثره. 
بحلول عام 1624 سيطر فخر الدين وحلفاؤه من السيفا المُنشقين عن يوسف على معظم إيالة طرابلس، باستثناء مدينة طرابلس، وقلعة الحصن، وناحية الكورة، وسنجق جبلة. وبعد أشهر قليلة من وفاة يوسف في يوليو 1625 شن فخر الدين هجومًا على طرابلس. أخرج حليفه القديم سليمان سيفا من قلعة صافيتا ثم تنازل أبناء يوسف فيما بعد عن حصون قلعة الحصن والمرقاب. وفي سبتمبر 1626 استولى على قلعة السلمية، ثم حماة، وحمص، وعين نوابه لحكمها. وعُين فخر الدين على طرابلس في 1627. وبحلول أوائل ثلاثينيات القرن السابع عشر، استولى فخر الدين على العديد من الأماكن حول دمشق، وسيطر على ثلاثين حصنًا، وقاد جيشًا كبيرًا.

#### الزوال
عينت الحكومة الإمبراطورية أحمد باشا واليًا على دمشق وزودته بجيش كبير لتدمير سلطة المعنيون. هزم أحمد باشا علي أولاً وقتله بالقرب من خان حاصبيا في وادي التيم. وبعد ذلك لجأ فخر الدين ورجاله إلى مغارة في نيحا جنوب الشوف أو جنوباً في جزين. ولإخراجهم من مخابئهم أشعل أحمد باشا النيران حول الجبال وأدى ذلك لاستسلامه. فيما كان قد قبض على ابنائه منصور وحسين في المرقب. تم إعدام أبنائه حسن وحيدر وبولاق وشقيقه يونس وابن أخيه حمدان بن يونس خلال الحملة. وسُجن فخر الدين في القسطنطينية وتم إعدامه مع ابنه منصور عام 1635 بأمر من مراد الرابع.

### أمراء لاحقون

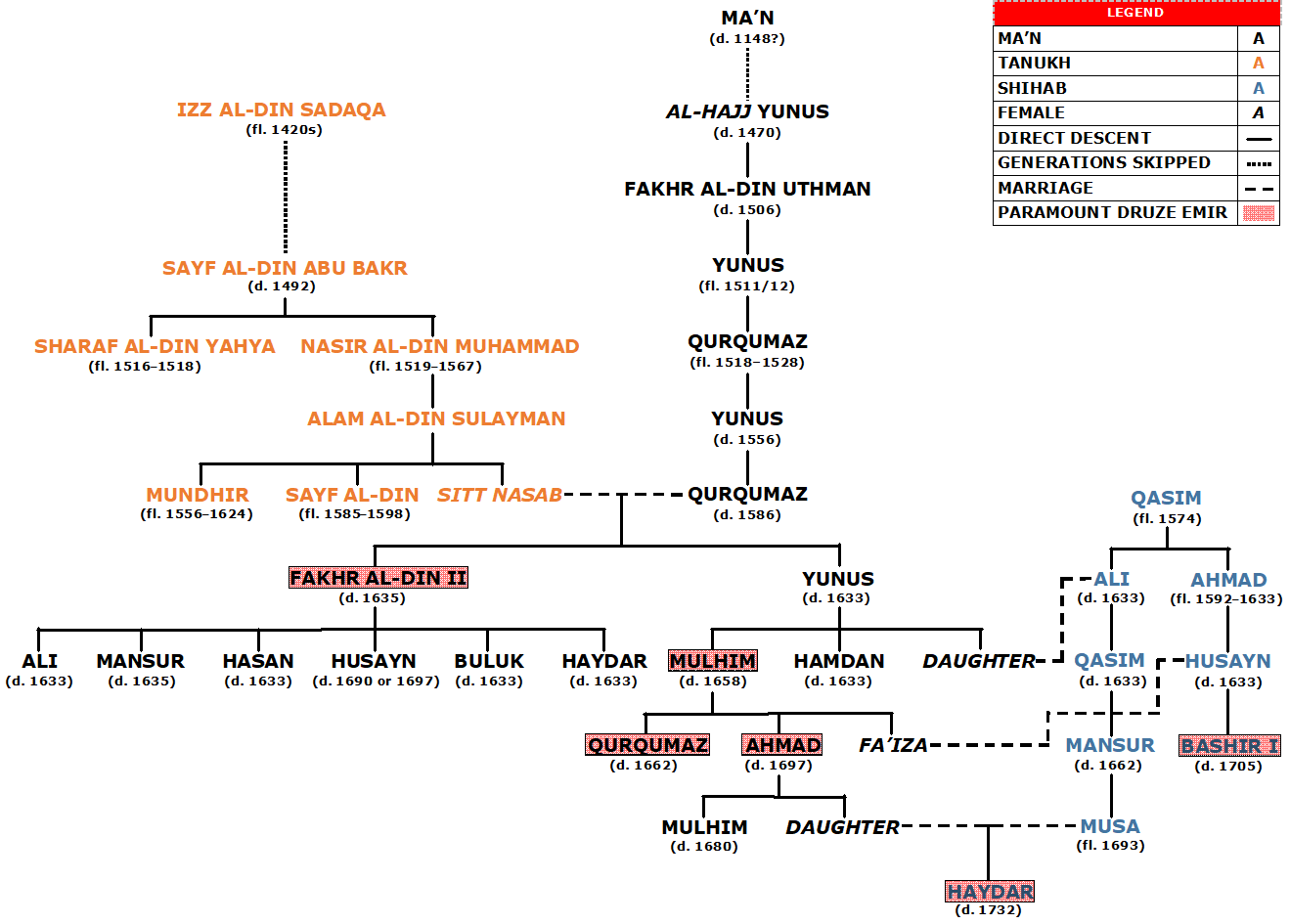
شجرة أنساب سلالة معن

عين العثمانيون العدو الدرزي للمعنيون "علي علم الدين" على الشوف،  وهرب ملحم المعني ابن يونس وابن شقيق فخر الدين من الأسر وقاد المعارضة ضد علم الدين، وهزمه في معركة وأجبره على الفرار إلى دمشق في 1635. بعد فترة وجيزة هزم علم الدين ملحم في وادي البقاع،  لكن ملحم أخرجه أخيرًا من الشوف في عام 1636. وكان يحظى بتأييد معظم سكان جبل الدروز. في عام 1642 عُين كملتزم للشوف والجرد والغرب والمتن، وهو المنصب الذي شغله إلى حد كبير حتى عام 1657.
بعد وفاة ملحم دخل ولديه أحمد وقرقماز في صراع على السلطة مع القادة الدروز المدعومين من العثمانيين. وفي عام 1660 تحركت الإمبراطورية العثمانية لإعادة تنظيم المنطقة، ووضع سناجق صيدا-بيروت وصفد في مقاطعة صيدا التي شُكلت حديثًا، وهي خطوة اعتبرها الدروز المحليون محاولة لتأكيد السيطرة.  يذكر المؤرخ المعاصر اسطفان الدويهي أن قرقماز قُتل خيانةً على يد بيلربي دمشق عام 1662. إلا أن أحمد هرب وانتصر في نهاية المطاف في الصراع على السلطة بين الدروز عام 1667، لكن المعنيون خسروا السيطرة على صفد  وتراجعت سيطرتهم إلى جبال الشوف وكسروان.  استمر أحمد كحاكم محلي حتى وفاته لأسباب طبيعية دون وريث في عام 1697. وخلال الحرب العثمانية الهابسبورغية (1683–1699) تعاون أحمد معن في تمرد ضد العثمانيين امتدت إلى ما بعد وفاته. وانتقلت حقوق الالتزام في الشوف وكسروان إلى عائلة شهاب الصاعدة.

## آل حرفوش 1497-1864

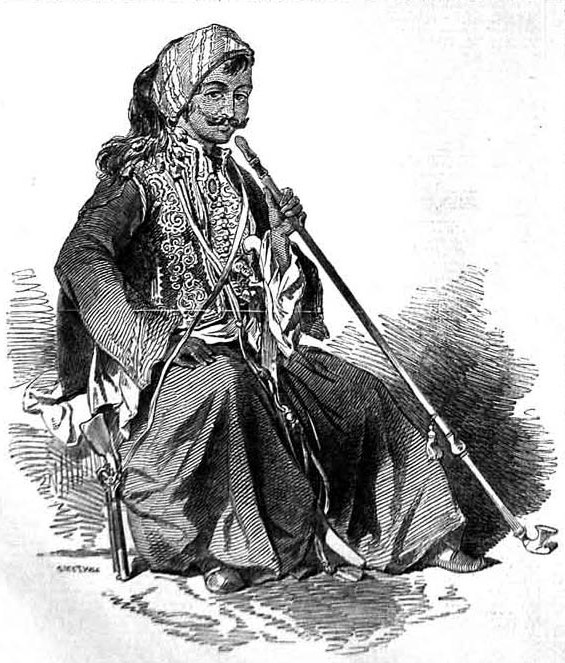
الأميرخنجر بن ملحم الحرفوشي أمير بعلبك

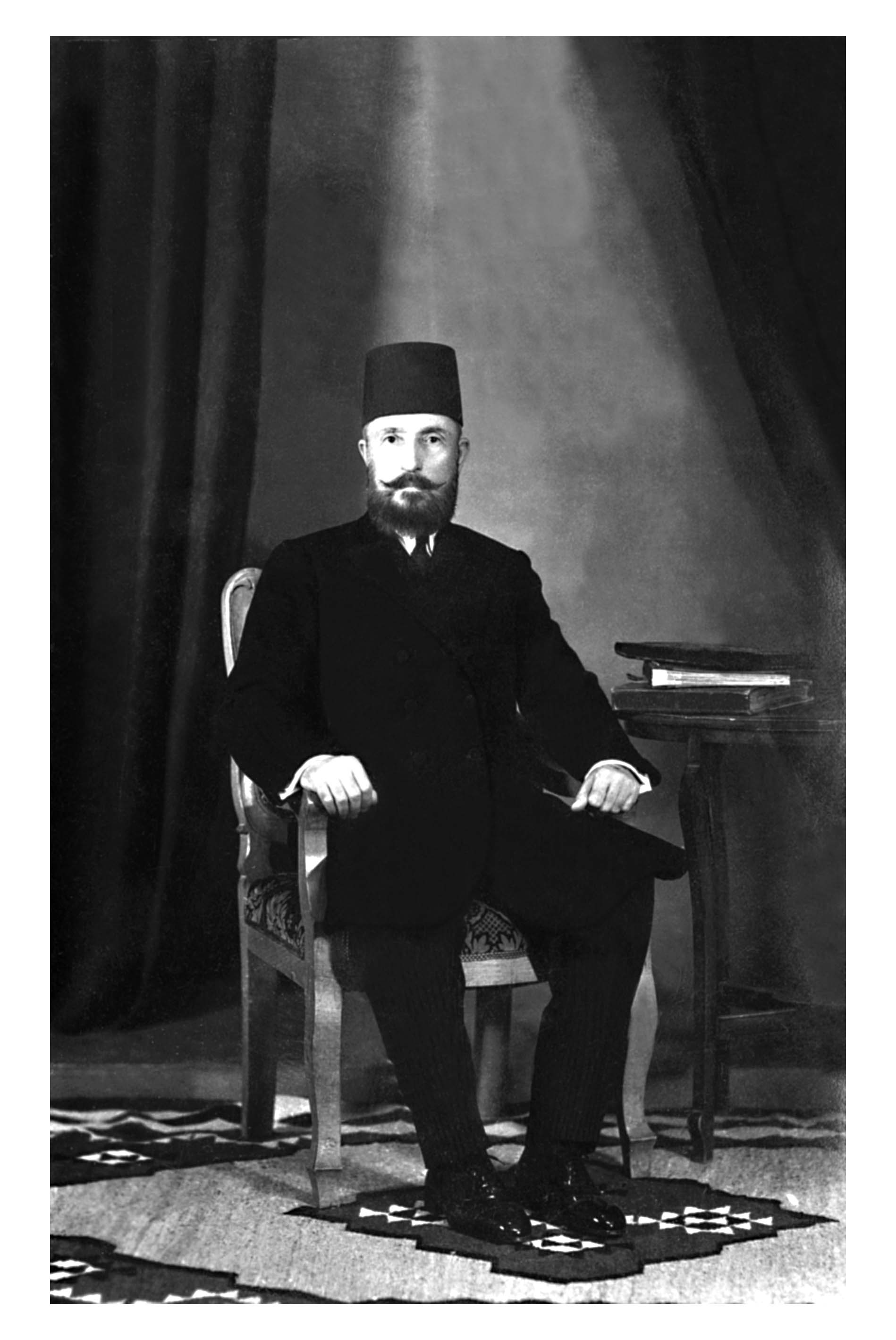
الأمير أحمد بن محمد بن سلطان الحرفوش

ورد اسم ابن الحرفوش لأول مرة كنائب عن بعلبك في حوادث سنة 903هـ 1497م، فكان في عداد المشاركين في حصار دمشق مع الدوادار أقبردي الذي ناصره من المقدمين شيخ بلاد نابلس حسن إسماعيل، ونائب بعلبك ابن الحرفوش، ومقدم الزبداني ومقدم التيامنة ابن بشارة، ومنذ ذلك التاريخ حتى وقت مبكر من النصف الثاني من القرن التاسع عشر، ستبقى سلالة هذا النائب بارزة في جميع التطورات التي شهدتها مدينة بعلبك وبلادها،

وبذلك تكون مدة حكمهم ما يقارب ثلاثة قرون ونصف القرن من عام 1497م حتى 1865 م تاريخ القبض على الأمير سلمان ، إتسمت خلالها في كثير من الأحيان بالنزاع فيما بينهم والعصيان على الدولة وتبديل التحالفات فيما بينهم وبين الأسر الحاكمة المحيطة بهم. كما جاء في كتاب الثورة الشيعية في لبنان لسعدون حمادة أن أول إشارة لهم وردت في يوميات الرحالة المملوكي ابن طوق عام 1480م، عن كتاب التأسيس لتاريخ الشيعة، جعفر المهاجر ص 113.
وقد ذهبت تواريخهم مع الحوادث ولم يبق منها إلا النزر اليسير. ويعود ذلك لما يقوله الباحث الغربي هو البروفسور ستيفان ونتر حول تغييب الدور الشيعي المحوري في تاريخ لبنان:
| لبنان تحت الحكم العثماني | إن التجربة الشيعية في العصر العثماني حُذفت من الرواية اللبنانية الوطنية، وأقصى المسيحيون المعاصرون المختصون بكتابه عرض الأحداث وسيرة القديسين، اللبنانيين الآخرين عن باقي مكونات لبنان التاريخي. وأصبح النظام اللبناني الكلاسيكي المستقبلي هو نتاج مخيلة المنظرين المسيحيين. فلم تكن الإمارة على القبائل الدرزية يوما هي المؤسسة الوحيدة للحكم الذاتي في لبنان.إن تاريخ أمراء الدولة العثمانية الشيعة هو البديل للروايات الشائعة (أي الروايات عن الملجأ الدرزي الماروني الجبلي الذي أصبح فيما بعد لبنان وبمعنى آخر التاريخ الرسمي الذي حذف الطوائف الأخرى عن التاريخ وأقصاها ومنهم الشيعة والبس لبنان بكافة مناطقه وطوائفه تاريخ أمراء جبل الشوف دون غيرهم )، ويستطرد ونتر ليقول بأن تاريخ أمراء الشيعة هو دور محوري وأساسي في تاريخ لبنان حيث يتحدى المرويات اللبنانية في جوانب مختلفة، حيث هذا جزء مما خلص إليه في أطروحة الدكتوراة العائدة له والمنشورة عن جامعة شيكاغو عام 2002. | لبنان تحت الحكم العثماني |

كما أردف البروفسور ونتر السابق ذكره ليقول: 
| لبنان تحت الحكم العثماني | إن التاريخ (بصفة عامة وتاريخ لبنان كما بين أعلاه بصفة خاصة) لا يمكن حجبه أو تعديله أو تبديله إلى الأبد، فلا بد أن يسطع نور الحقيقة يوماً فيبدد الزيف والغث، ويوقظها من سباتها مهما طال الزمن، وقد يأتي صوت الحق عبر القارات والشعوب والحضارات ليقول إن غموض الصورة التاريخية في لبنان يعود إلى أن المؤرخين المحليين طلبوا من وقائع التاريخ أن تشهد بأن هوية هذه المناطق تعود إلى الدروز والموارنة لا إلى الطارئين. | لبنان تحت الحكم العثماني |

## الشهابيون 1697-1842
ضم بشير الثاني (1795 - 1840) جبيل في الشمال ووادي البقاع إلى حكمه. وفي 1819 عين حاكم جديد في عكا هو عبد الله باشا، الذي فرض جزية كبيرة على لبنان، فثار الفلاحون ورفضوا دفع الضرائب لبشير الثاني ولم يستطع جمع المبلغ الملطلوب، ولم يستطع السيطرة على الأوضاع إلا بمساعدة الشيخ جنبلاط.
في عام 1822 هرب بشير إلى مصر وإستلم الجنبلاطيون الزمام الفعلي للأمور. ولكن بشير ما لبث أن عاد ونكل بآل جنبلاط وآل أرسلان، وفي عام،1831 لدى وقوع لبنان في سيطرة محمد علي، كان بشير حليفا وتابعا له حتى عام 1840 حيث إضطر لمغادرة لبنان حيث قامت ثورة فلاحية ضده وضد الحكم المصري. عاد ملاك الأراضي الدروز بعد عزل بشير الثاني، فقاومهم الموارنة الذين كانوا قد حلّوا في بعض أراضي الدروز، فتدخلت القوى الأجنبية ودعم الفرنسيون الموارنة ودعم الإنجليز الدروز.
وفي أكتوبر 1841 قام الإقطاعيون الدروز بانتفاضة ضد بشير الثالث الذي عينه الباب العالي، وحصلت مجازر متبادلة، فكانت الغلبة للدروز وسيطروا على جنوب لبنان.
أرسل الحاكم العثماني قواته إلى لبنان فعزل بشير الثالث وتحولت امارة لبنان إلى ولاية عثمانية عادية وعين عمر باشا واليا عليها. قمع عمر باشا الدروز فأرسل ثمانية من شيوخ الدروز إلى بيروت وعاد الموارنة الذين هربوا من المناطق الجنوبية بعد أحداث 1841.
تدخلت القوى الأجنبية في لبنان مرة أخرى، وأجرى الحاكم التركي إستفتاء في صيف 1842 أظهر ان الموارنة يريدون إمارة لبنان بحاكم من إسرة الشهاب وأظهر الدروز رغبتهم بالحكم التركي المباشر، ولكن ما لبثوا ان إنتفضوا في أكتوبر 1842 مطالبين بإطلاق سراح الشيوخ واستقالة عمر باشا، فسحق عمر باشا الانتفاضة وأحرق قصر آل جنبلاط.

### وصاية البشير الأول

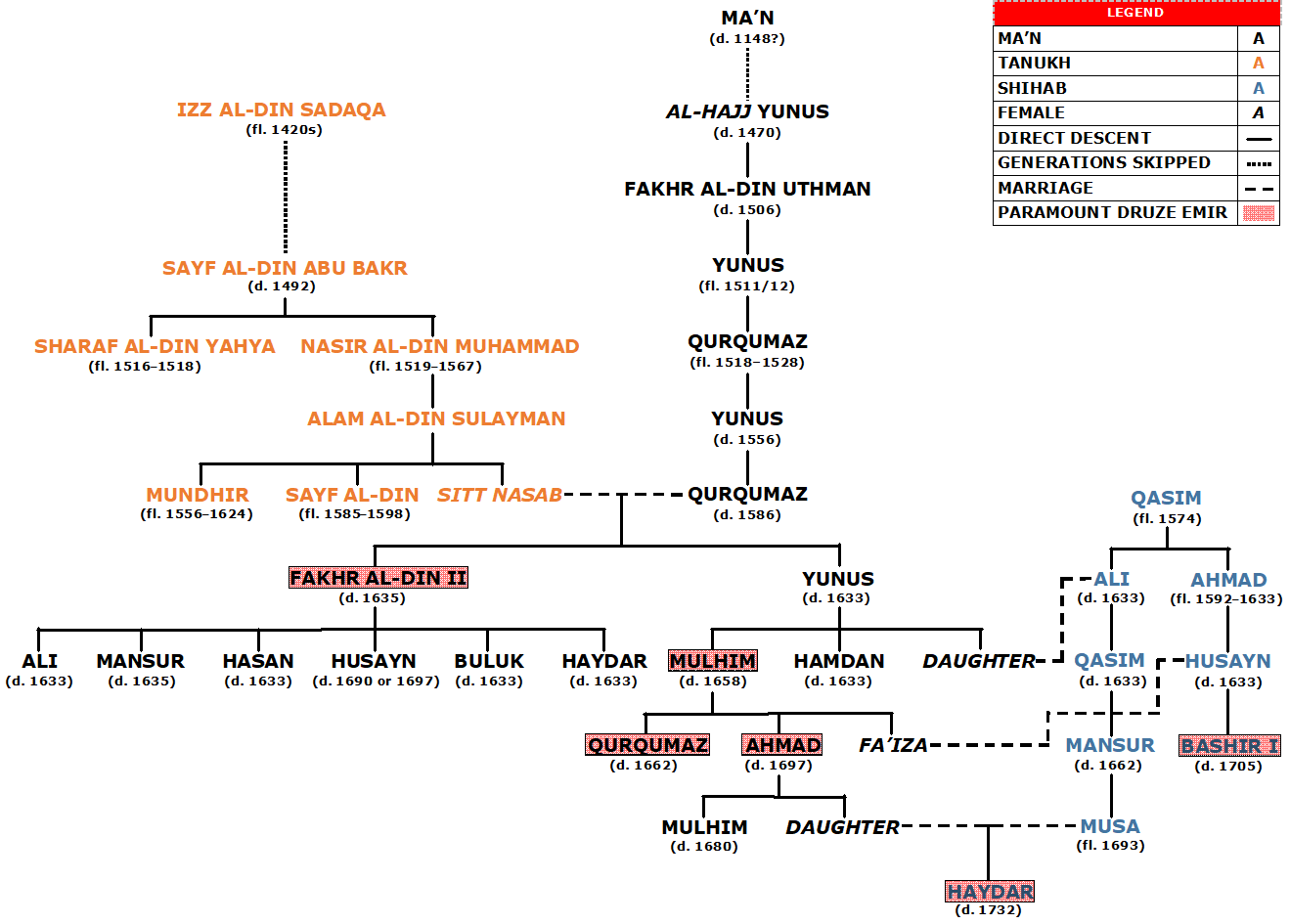
شجرة أنساب تظهر العلاقات الزوجية بين سلالتي المعنيون والشهابيون، مع تظليل كبار أمراء الدروز باللون الأحمر.

عندما توفي الأمير "أحمد معن" دون وريث عام 1697، اجتمع شيوخ طائفة القيسي الدرزية في جبل لبنان، بما في ذلك عشيرة جنبلاط، في السمقانية واختاروا بشير شهاب الأول خلفاً لأحمد أميراً على جبل لبنان.   كان بشير مرتبطًا بالمعنيون من خلال والدته،  التي كانت أخت أحمد معن وزوجة حسين شهاب والد بشير. وبسبب نفوذ "حسين معن" أصغر أبناء فخر الدين والذي كان مسؤولاً رفيع المستوى في الحكومة الإمبراطورية العثمانية، رفضت السلطات العثمانية تأكيد سلطة بشير على جبل لبنان. وتخلى حسين معن عن مطالبته الوراثية بإمارة معن لصالح عمله كسفير عثماني في الهند.  فعينت السلطات العثمانية "حيدر شهاب" ابن موسى شهاب،  تم تأكيد تعيين حيدر من قبل محافظ صيدا،  ووافق عليه شيوخ الدروز، ولكن نظرًا لكونه لا يزال قاصرًا، فقد بقي كولي للعهد.
أدى نقل إمارة المعنيون إلى الشهابيون لتحميلهم مسؤولية مزارع كبيرة شملت مناطق الشوف والغرب والمتن وكسروان في جبل لبنان. ومع ذلك لم تكن مزرعة الضرائب مملوكة للأمير الشهابي، وكانت تخضع للتجديد السنوي من قبل السلطات العثمانية، التي اتخذت القرار النهائي بتثبيت المالك الحالي أو التنازل عن المزرعة لمالك آخر، والذي كان غالبًا أمير شهابي آخر أو عضو في عشيرة علم الدين المنافسة. وكان الدافع وراء تعيين الدروز القيسيين للشهابيين أنهم لم يتورطوا في المكائد القبلية في الشوف، إضافة إلى قوتهم العسكرية، وعلاقاتهم الزوجية مع المعنيون. أما العشائر الأخرى بما فيها عشائر جمبلاط الدرزية والموارنة، فقد كانوا من المزارعين الفرعيين، المعروفين بـ "المقاطعين"، الذين كانوا يدفعوا الضرائب للحكومة العثمانية من خلال الشهابيين. واستمر فرع من الشهابيون في السيطرة على وادي التيم، وأتخذ الشهابيون في جبل لبنان دير القمر مقرًا لهم. وقد كان أمير شهاب رسميًا في خدمة السلطات العثمانية من الناحية العسكرية وكان مطلوبًا منه تعبئة القوات عند الطلب. أدى هذا الوضع الجديد للشهابيون لجعلهم القوة الاجتماعية والمالية والعسكرية والقضائية والسياسية البارزة في جبل لبنان.
وفي عام 1698 قدم بشير الحماية لشيوخ الحمادة عندما بحثت عنهم السلطات ونجح في التوسط بين الجانبين. كما قبض على المتمرد مشرف بن علي الصغير، شيخ عشيرة وائل الشيعية في بلاد البشارة في جبل عامل (جنوب لبنان حاليًا)، وسلمه وأنصاره إلى محافظ صيدا، الذي طلب مساعدة بشير في هذه المسألة. ونتيجة لذلك كُلف بشير رسمياً بمسؤولية "حفظ محافظة صيدا" بين منطقة صفد وكسروان. في مطلع القرن الثامن عشر واصل حاكم صيدا الجديد أرسلان محمد باشا علاقته الجيدة مع بشير، الذي كان في ذلك الوقت قد عين زميله المسلم السني القيسي "عمر الزيداني" كمزارع ضرائب فرعي لصفد. كما ضمن ولاء العشائر الشيعية، تعرض بشير للتسمم وتوفي في 1705، ويؤكد البطريرك والمؤرخ الماروني في القرن السابع عشر اسطفان الدويهي أن حيدر الذي بلغ سن الرشد حينها كان مسؤولاً عن تسميمه.

### عهد حيدر
أدى وصول الأمير حيدر الشهابي إلى السلطة إلى بذل جهد فوري من جانب والي صيدا "بشير باشا" أحد أقارب أرلسان محمد باشا، لدحر سلطة الشهابيون من المنطقة. ولتحقيق هذه الغاية قام الوالي مباشرة بتعيين ظاهر العمر نجل عمر الزيداني كمزارع ضرائب في صفد،  وعين بشكل مباشر أفراد من عشائر وائل ومنكير وصعب كمزارعي ضرائب في نواحي جبل عامل. وانضمت العشيرتان الأخيرتان بعد ذلك إلى قبيلة الوائل وفصيلهم الموالي لليمنيون. تفاقمت الأوضاع بالنسبة للأمير حيدر عندما أطيح به بأمر من بشير باشا وحل محله عدوه الشوفي الدرزي "محمود أبي هرموش" عام 1709. ثم فر الأمير حيدر وحلفاؤه القيسيون إلى قرية غزير في كسروان، حيث منحوا الحماية من عشيرة الحبيش المارونية، بينما تم اجتياح جبل لبنان من قبل تحالف يمني قحطاني بقيادة عشيرة "علم الدين". وفر الأمير حيدر شمالاً إلى الهرمل عندما طاردته قوات أبي هرموش إلى قرية غزير التي نُهبت.
في عام 1711 حشدت عشائر القيسي الدرزية لاستعادة هيمنتها على جبل لبنان، ودعت الأمير حيدر للعودة وقيادة قواتها. تحرك الأمير حيدر وعائلة أبو اللما في رأس المتن وانضمت إليهم عشائر جنبلاط وتلحوق وعماد ونكد وعبد الملك، بينما احتشد الفصيل اليمني بقيادة أبي هرموش في عين دارة. وتلقى اليمنيون دعمًا من ولاة دمشق وصيدا، ولكن قبل أن تنضم قواتهم إلى اليمنيون لشن هجوم على القيسييون في رأس المتن، شن الأمير حيدر هجومًا استباقيًا على عين دارة. وفي معركة عين دارة التي تلت ذلك هُزمت القوات اليمنية وقُبض على أبي هرموش، وسحب الولاة العثمانيون قواتهم من جبل لبنان. عزز انتصار الأمير حيدر سلطة الشهابيون السياسية وقُضي على تحالف الدروز اليمنيين كقوة منافسة. فاضطروا إلى مغادرة جبل لبنان إلى حوران.
عين الأمير حيدر حلفاءه القيسيون كمزارعو الضرائب في جبل لبنان. وأدى انتصاره في عين دارة لانتقال الموارنة إلى المنطقة من المناطق النائية في طرابلس محل الدروز اليمانيين، وانخفضت أعداد الدروز. وبالتالي أصبح المزيد من الفلاحين المارونيين مستأجرين لدى أصحاب الأراضي، ومعظمهم من الدروز في جبل لبنان. أصبح الشهابيون القوة السائدة في التكوين الاجتماعي والسياسي لجبل لبنان حيث كانوا أكبر الملاك في المنطقة، والوسطاء الرئيسيين بين الشيوخ المحليين والسلطات العثمانية. وقد تبنى هذا الترتيب ولاة صيدا وطرابلس ودمشق العثمانيين. مارس الشهابيون نفوذهم وحافظوا على تحالفاتهم مع القوى المحلية المختلفة في محيط الجبل، مثل العشائر الشيعية المسلمة في جبل عامل ووادي البقاع، وريف طرابلس الذي يهيمن عليه الموارنة، والمسؤولين العثمانيين في صيدا وبيروت وطرابلس.

### عهد ملحم
توفي الأمير حيدر عام 1732 وخلفه ابنه الأكبر ملحم الشهابي. ومن الإجراءات المبكرة التي اتخذها الأمير ملحم كانت حملة عقابية ضد عشيرة وائل في جبل عامل، حيث احتفل أبناء عشيرة بموت الأمير حيدر بطلاء ذيول خيولهم باللون الأخضر، وهو الأمر الذي اعتبره الأمير ملحم ذلك إهانة خطيرة. وخلال الحملة قُبض على الشيخ الوائلي ناصيف النصار لفترة وجيزة. وقد حظي الأمير ملحم بدعم محافظ صيدا في تصرفاته في جبل عامل.
بداية من الأربعينيات من القرن الثامن عشر، ظهر تيار جديد من الانقسامات بين العشائر الدرزية. فقد قادت عشيرة جنبلاط أحد الفصائل عُرف باسم "فصيل جنبلاط"، في حين شكلت عشائر العماد وتلحوق وعبد الملك "فصيل يزبك" الذي يقوده العماد. وبالتالي أُستبدلت السياسة القيسية-اليمانية بالتنافس الجنبلاتي-اليزبكي. في عام 1748 أحرق الأمير ملحم بأمر من والي دمشق ممتلكات تابعة لعشائر تلحوق وعبد الملك عقاباً على إيواء "فصيل يزبك" لأحد الهاربين من إيالة دمشق. بعد ذلك عوض الأمير ملحم عشائر تلحوق. وفي عام 1749 نجح في ضم مزرعة بيروت الضريبية إلى نطاقه، بعد إقناع حاكم صيدا بذلك، فقد هاجمت عشيرة تلحوق المدينة لإظهار عدم فعالية نائب حاكمها.

### الصراع على السلطة
أصيب الأمير ملحم بمرض واضطر للاستقالة في عام 1753 على يد إخوته، الأميرين منصور وأحمد بدعم من الشيوخ الدروز،  اعتزل الأمير ملحم في بيروت، وحاول وابنه قاسم استعادة السيطرة على الإمارة باستخدام علاقته مع مسؤول إمبراطوري. لكنهما لم ينجحا، وتوفي الأمير ملحم عام 1759. وفي العام التالي عُين الأمير قاسم بدلاً من الأمير منصور بأمر من حاكم صيدا. وبعد فترة وجيزة قام الأميرين منصور وأحمد برشوة الحاكم واستعادوا مزرعة الضرائب الشهابية. وتوترت العلاقات بين الأخوين حيث سعى كل منهما إلى تحقيق السيادة، فحشد الأمير أحمد دعم الدروز اليزبكيين، وطرد الأمير منصور لفترة وجيزة من مقر العائلة الشهابية في دير القمر. من جهته اعتمد الأمير منصور على فصيل جنبلاط ووالي صيدا الذي حشد قواته في بيروت دعماً للأمير منصور، واستعاد الأمير منصور دير القمر وفر الأمير أحمد هاربًا. وتمكن الشيخ علي جنبلاط والشيخ يزبك عماد من مصالحة الأميرين أحمد ومنصور، حيث تنازل الأول عن مطالبته بالإمارة وسُمح له بالإقامة في دير القمر.
دعم الأمير يوسف (ابن آخر للأمير ملحم) الأمير أحمد في كفاحه واستولى الأمير منصور على ممتلكاته في الشوف. نشأ الأمير يوسف باعتباره كاثوليكيًا مارونيًا لكنه قدم نفسه علنًا على أنه مسلم سني، حصل على الحماية من الشيخ علي جنبلاط في المختارة، وحاول الأخير مصالحته مع عمه، الذي رفض بدوره وساطة الشيخ علي. فيما نجح سعد الخوري في إقناع الشيخ علي بسحب دعمه للأمير منصور، بينما حصل الأمير يوسف على دعم عثمان باشا الكرجي والي دمشق. الذي وجه ابنه محمد باشا الكرجي والي طرابلس بنقل مزارع جبيل والبترون إلى الأمير يوسف عام 1764. ومن خلال المزرعتين الضريبيتين الأخيرتين، أسس الأمير يوسف قاعدة قوة في المناطق النائية في طرابلس. وبتوجيه من الخوري ومع حلفائه الدروز من الشوف، قاد الأمير يوسف حملة ضد شيوخ الحمادة لدعم عشائر الدحداح وكرم وضاهر المارونية والفلاحين الموارنة والمسلمين السنة الذين ثاروا جميعًا ضد الحمادة منذ عام 1759. هزم الأمير يوسف شيوخ الحمادة واستولى على مزارعهم الضريبية. ولم يقوِّي ذلك الأمير يوسف في صراعه مع الأمير منصور فحسب، بل أدى أيضاً لظهور رعاية الشهابيون على الأساقفة والرهبان الموارنة الذين استاءوا من تأثير الخازن على شؤون الكنيسة وحظوا برعاية شيوخ الحمادة، حلفاء عشيرة شهاب السابقين.

### عهد يوسف
في عام 1770، استقال الأمير منصور لصالح الأمير يوسف بعد أن تم أجبره شيوخ الدروز على التنحي في قرية الباروك،  حيث اجتمع الأمراء الشهابيون والشيوخ الدروز والزعماء الدينيون وقدموا التماسًا لولاة دمشق وصيدا يؤكدون فيه صعود الأمير يوسف. عجل من استقالة الأمير منصور تحالفه مع الشيخ ظاهر العمر الرجل القوي في شمال فلسطين، والشيخ ناصيف النصار في جبل عامل في تمردهما ضد حكام الدولة العثمانية في سوريا. احتل الشيخ ظاهر وقوات علي بك الكبير المصري دمشق، لكنهم انسحبوا بعدما تلقى القائد البارز لعلي بك أبو الدهب رشوة من العثمانيين. جعلت هزيمتهم على يد العثمانيين الأمير منصور عبئاً على شيوخ الدروز فيما يتعلق بعلاقاتهم مع السلطات العثمانية، فقرروا عزله. أقام الأمير يوسف علاقات مع عثمان باشا وأبنائه في طرابلس وصيدا، وبدعم منهم سعى إلى تحدي السلطة المستقلة للشيخين ظاهر وناصيف. ومع ذلك فقد واجه الأمير يوسف سلسلة من النكسات الكبرى في قضيته عام 1771. حيث هُزم حليفه عثمان باشا في معركة بحيرة الحولة على يد قوات الشيخ ظاهر. وتلى ذلك هزيمة قوات الأمير يوسف الدرزية الكبيرة من وادي التيم والشوف على يد فرسان الشيخ ناصيف الشيعية في النبطية. وبلغت خسائر الدروز خلال المعركة نحو 1500 قتيل، وهي خسارة مماثلة لتلك التي تكبدها التحالف اليماني في عين دارة. كما سيطرت قوات الشيخين ظاهر وناصيف على مدينة صيدا بعد انسحاب الشيخ علي جنبلاط. وهُزمت قوات الأمير يوسف مرة أخرى عندما حاولت الإطاحة بالشيخين ظاهر وناصيف، اللذين حصلا على دعم رئيسي من الأسطول الروسي الذي قصف معسكر الأمير يوسف.
في محاولة لمنع سقوط بيروت في أيدي الشيخ ظاهر، عين عثمان باشا أحمد باشا الجزار، الذي كان في خدمة الأمير يوسف سابقًا، قائدًا لحامية المدينة. وافق الأمير يوسف بصفته مزارع ضرائب بيروت على هذا التعيين، وسرعان ما بدأ الجزار بالعمل بشكل مستقل بعد تنظيم حصن بيروت، وتوجه الأمير يوسف إلى الشيخ ظاهر من خلال اتصال الأمير منصور لطلب قصف روسي لبيروت وطرد الجزار. وافق الشيخ ظاهر والروس على طلب الأمير يوسف بعد دفع رشوة كبيرة لهم. وبعد حصار دام أربعة أشهر انسحب الجزار من بيروت في عام 1772، وعاقب الأمير يوسف حلفاءه اليزبكيين، الشيخ عبد السلام عماد وحسين طلحق، لتعويض الرشوة التي دفعها للروس. وفي العام التالي استولى شقيق الأمير يوسف الأمير سيد أحمد على قب إيلياس وسرق مجموعة من تجار دمشق العابرين عبر القرية. بعد ذلك استولى الأمير يوسف على قب إلياس من أخيه، ونقل مزرعة الضرائب لوادي البقاع من قبل محافظ دمشق محمد باشا العظم.
في عام 1775، هُزم الشيخ ظاهر وقتل في حملة عثمانية، ونُصب الجزار في مقر الشيخ ظاهر في عكا، وبعد فترة وجيزة عُين والياً على صيدا. وكان من بين الأهداف الرئيسية للجزار مركزية السلطة في إيالة صيدا وتأكيد السيطرة على الإمارة الشهابية في جبل لبنان. ولتحقيق هذه الغاية نجح في إزاحة الأمير يوسف من بيروت وإخراجها من مزرعة الضرائب الشهابية. علاوة على ذلك استغل الجزار الفرصة وتلاعب بالانقسامات بين الأمراء الشهابيون لتفكيك الإمارة الشهابية إلى كيانات ضعيفة يمكن استغلالها بسهولة أكبر لتحقيق الإيرادات. في عام 1778 وافق على بيع مزرعة ضرائب الشوف للأمراء السيد أحمد وأفندي بعد أن حصل الأخيران على دعم عشائر جنبلاط ونكد. وبعد ذلك استقر الأمير يوسف في غزير وحشد دعم حلفائه المسلمين السنة، عشائر الرعد والمرعبي من عكار. وأعاد الجزار جبل الشوف إلى الأمير يوسف بعد أن دفع رشوة كبيرة، لكن إخوته تحدوه مرة أخرى عام 1780. وحشدوا تلك المرة دعم كل من الفصيلين الجنبلاطي واليزبكي، لكن محاولتهم قتل سعد الخوري باءت بالفشل وقُتل أفندي، بالإضافة إلى ذلك دفع الأمير يوسف للجزار لإعارته القوات، ورشوة الفصيل اليزبكي للانشقاق عن قوات السيد أحمد، وضمن مرة أخرى السيطرة على الإمارة الشهابية.

### عهد البشير الثاني

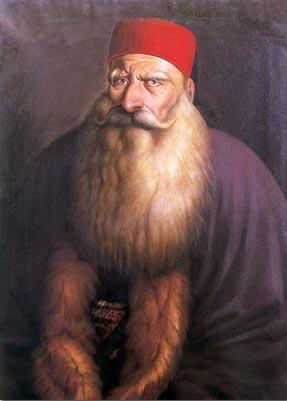
كان بشير شهاب الثاني أمير جبل لبنان من 1789 حتى 1840.

كان الأمير بشير الثاني الشهابي أشهر أمراء الشهابية، وكان يقارن بالأمير فخر الدين الثاني نظرًا لقدراته السياسية والإدارية. تم اختبار قدرته كحاكم لأول مرة عام 1799 عندما حاصر نابليون مدينة عكا الفلسطينية والتي كانت محصنة بشكل جيد، وتقع على بعد حوالي أربعين كيلومترًا جنوب صور. طلب كل من نابليون وأحمد باشا الجزار والي صيدا المساعدة من الأمير بشير الذي ظل محايدًا ورفض مساعدة أي طرف منهما. أدى فشل حصار نابليون لعكا إلى تراجعه عن بلاد الشام وموته لاحقا في مصر، كما أن وفاة أحمد باشا الجزار عام 1804 أنهت الخصومة الأساسية مع الأمير بشير التي وقعت أثناء الحصار. وعندما أعلن الأمير بشير استقلاله عن الإمبراطورية العثمانية، تحالف مع محمد علي باشا حاكم مصر وساعد ابنه إبراهيم باشا في محاصرة عكا مدة سبعة شهور حتى سقطت يوم 27 مايو1832، ثم شارك أيضًا في غزو دمشق في يونيو 1832 وحتى سقوطها تحت سيطرة المصريين.
شهدت فترة حكم الأمير بشير الثاني تحولًا اقتصاديًا في المناطق الجبلية من النظام الإقطاعي القائم على المحاصيل الزراعية إلى نظام يقوم على بيع المحاصيل النقدية حيث قام تجار بيروت (وكان معظمهم من السنة والمسيحيين) بإقراض الفلاحين مما ساعدهم على التخلص من التبعية للأمراء الإقطاعيين في الجبل وساهم ذلك في تطوير اقتصاد حرفي يعتمد على التخصص في الزراعة والصناعة.
وفقا لمعاهدة لندن الموقعة بين القوى الأوروبية الأربع بريطانيا والنمسا وبروسيا وروسيا بتاريخ 15 يوليو 1840، طلبت الدول الموقعة من محمد علي الانسحاب من سوريا ولكنه رفض هذا الطلب، الأمر الذي دفع الدولة العثمانية والدول الأوروبية الأربعة لإرسال قوات برية وبحرية مشتركة إلى الساحل اللبناني في 10 سبتمبر 1840، وبعد مواجهة هذه القوات المشتركة اضطر محمد علي للانسحاب، وفي 14 أكتوبر 1840 سلم الأمير بشير الثالث نفسه للقوات البريطانية بعد دخولها لمدينة بيروت وذهب ليستقر في جزيرة مالطة،  وعُين بشير الثالث الشهابي حاكما بدلًا منه، وفي 13 يناير 1842، خلع السلطان بشير الثالث وعيّن عمر باشا والياً على جبل لبنان. ويعد هذا الحدث نهاية لحكم عائلة الشهابيون.

## لبنان تحت الاحتلال المصري
بعد فشل السلطان في إخماد التمرد الذي حصل في بعض المقاطعات اليونانية التابعة للإمبراطورية العثمانية بسبب تدخل القوى الأوروبية التي دمرت أسطوله البحري في معركة نافارين، تطلع والي مصر محمد علي باشا إلى الحصول على مقاطعة سوريا. حيث كان يعتقد أن سوريا قد وعد بها كمكافأة له لتقديمه المساعدة لليونانيين، لكن السلطان محمود اختلف معه وعين له فقط ولاية مقاطعة كريت. فنهض محمد علي لتكوين جيش تحت قيادة ابنه إبراهيم باشا لاحتلال المقاطعة وجعلها تابعة للسيطرة المصرية. وقد لجأ الأمير بشير الثاني إلى مصر خلال تلك الأوقات المضطربة من عام 1821 وحتى عام 1822م وأصبح حليفاً لمحمد علي لذلك تم طلب مساعدته لتأمين السيطرة المصرية على المقاطعة. خلال فترة الاحتلال قام إبراهيم باشا وبشير الثاني بفرض ضرائب باهظة مما أدى إلى ظهور مقاومة، كما أن توفير بشير الثاني لقوات مسيحية في المعارك ضد الدروز ربما ساهم في تأجيج التوترات الطائفية المستقبلية. وكان بشير الثاني قد حاول سابقا تجنب الظهور وكأنه يفضل المارونيين بقدر ما طالبت به سلطة الاحتلال المصري، ومع ذلك وبما أنه اضطر لطلب المساعدة للحفاظ على الأراضي، فقد أصر محمد علي على تقديم قواته لابنه، بل وهدد شخصيا بشير الثاني عندما بدا عليه التردد في جلب جنوده الخاصين. كما أدخل الاحتلال تدابير اجتماعية زادت من الحقوق القانونية للمسيحيين وفرض التجنيد الإجباري ونزع السلاح.

## الصراع الطائفي
في 1819 عُين حاكم جديد في عكا هو عبد الله باشا، الذي فرض جزية كبيرة على لبنان، فثار الفلاحون ورفضوا دفع الضرائب لبشير الثاني ولم يستطع جمع المبلغ المطلوب، ولم يستطع السيطرة على الأوضاع إلا بمساعدة الشيخ جنبلاط الذي أرسل لنجدته. هرب بشير عام 1822 إلى مصر وإستلم الجنبلاطيون الزمام الفعلي للأمور. ولكن بشير ما لبث أن عاد ونكل بآل جنبلاط وآل أرسلان، وفي عام 1831 لدى وقوع لبنان في سيطرة محمد علي، كان بشير حليفا وتابعا له حتى عام 1840 حيث إضطر لمغادرة لبنان كلية حيث قامت ثورة فلاحية ضده وضد الحكم المصري. عاد ملاك الأراضي الدروز بعد عزل بشير الثاني، فقاومهم الموارزنة الذين كانوا قد حلّوا في بعض أراضي كانت تحت سلطة الدروز، فتدخلت القوى الأجنبية ودعم الفرنسيون الموارنة ودعم الإنجليز الدروز.

### صراع 1840 في جبل لبنان

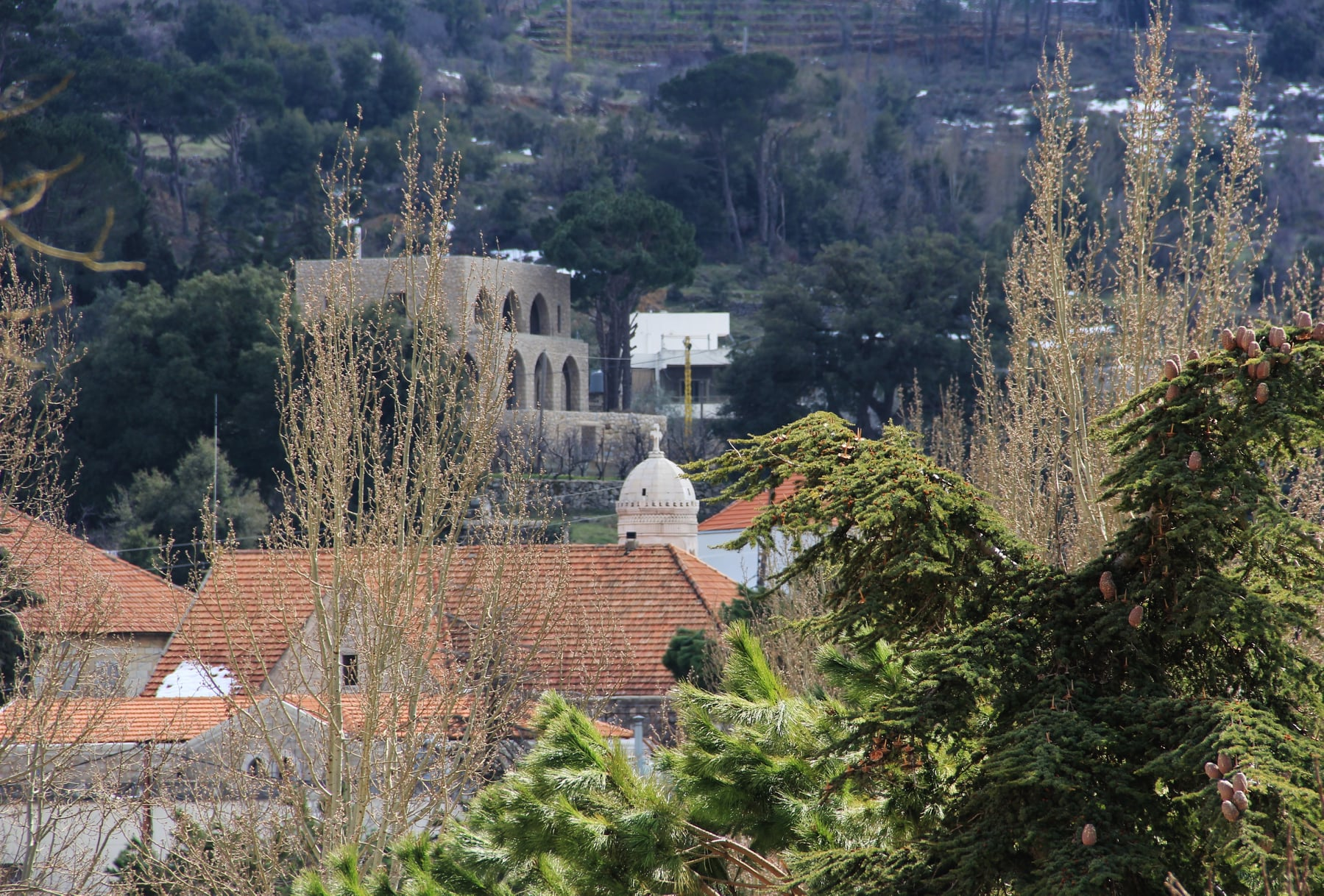
تعايش الدروز والموارنة بسلام مع بعضهم البعض في الشوف باستثناء بعض الفترات الوجيزة.

اتسمت العلاقة بين الدروز والمسيحيين بالانسجام والتعايش السلمي،  وسادت العلاقات الودية بين الطائفتين عبر التاريخ.
في الثالث من سبتمبر عام 1840 عُين بشير الثالث أميراً لجبل لبنان بأمر من السلطان العثماني. يمثل جبل لبنان الجزء المركزي من لبنان الحالي والذي عُرف تاريخيًا بغالبية سكانه المسيحيين. بينما يشمل لبنان الأكبر وادي البقاع وبيروت وجنوب لبنان حتى حدود إسرائيل الحديثة، وشمال لبنان حتى الحدود السورية. وعادة ما يتم استخدام مصطلحي "لبنان" و"جبل لبنان" بشكل متبادل من قبل المؤرخين حتى إنشاء الانتداب الفرنسي الرسمي في البلاد بموجب عهد عصبة الأمم في عام 1920.
اندلعت صراعات مريرة مرة أخرى بين الموارنة والدروز، الذين تصارعوا أثناء حكم إبراهيم باشا، وعادت للظهور بمجرد تعيين أمير جديد للجبل هو بشير الثالث، ففي أكتوبر 1841 قام الإقطاعيون الدروز بانتفاضة ضد بشير الثالث الذي عينه الباب العالي، وحصلت مجازر ومجازر مقابلة، فكانت الغلبة للدروز وسيطروا على جنوب لبنان. خُلع بشير الثالث في يناير 1842 وعُين عمر باشا النمساوي واليًا على جبل لبنان، لكن هذا خلق التعيين المزيد من المشاكل بدلاً من حلها، ففي جبل لبنان تحالف الفرنسيون مع الموارنة وتحالف البريطانيون مع الدروز. وبينما ظل المسيحيون والدروز يخضعون لحكم آل عثمان، فإنهم اعتبروا الفرنسيين والبريطانيين بمثابة حامياتهم. اتخذت القوى الأوروبية وجهة نظر استشراقية لفهم الديناميكيات في جبل لبنان. تُظهر البرقيات البريطانية أنهم فهموا بشكل غير صحيح النزاعات بين المجتمعات على أنها نابعة من جذور قبلية، دون سبب عقلاني، وانها استمرارًا لصراع الأجداد بين المجموعتين. افترض الفرنسيون والبريطانيون أن الإمبراطورية العثمانية تدعم وتعزز العداء الإسلامي تجاه المسيحيين، من خلال خلق صراع بين الطائفتين الدرزية والمارونية، يمكن للإمبراطورية العثمانية زيادة هيمنتها على المناطق النائية. وبينما كانت الدولة العثمانية تصارع للسيطرة على جبل لبنان، فقد سعت بريطانيا وفرنسا إلى تقسيمها إلى منطقتين منفصلتين، إحداهما منطقة درزية والأخرى مارونية. وفي السابع من ديسمبر 1842، اعتمد السلطان الاقتراح وطلب من والي بيروت أسعد باشا تقسيم المنطقة المعروفة آنذاك باسم جبل لبنان إلى منطقتين منفصلين: منطقة شمالية تحت قيادة نائب حاكم مسيحي، ومنطقة جنوبية تحت قيادة نائب حاكم درزي. وكان كلا النائبين مسؤولين أمام حاكم صيدا المقيم في بيروت. وكان طريق بيروت دمشق السريع هو الخط الفاصل بين المنطقتين.
أدى هذا التقسيم إلى زيادة التوترات لأن هناك دروز يقيموا في أراضي الموارنة وموارنة يقيموا في أراضي الدروز. وفي الوقت نفسه تقاتلت الطائفتان الموارنة والدروز حول الهيمنة في جبل لبنان. وزادت الضغائن بين الطوائف الدينية المختلفة وغذتها قوى خارجية. فمثلًا دعم الفرنسيون الموارنة، بينما دعم البريطانيون الدروز، وعمل العثمانيون على تأجيج الخلافات لزيادة سيطرتهم.[بحاجة لمصدر] وليس من المستغرب أن تؤدي هذه التوترات إلى نشوب صراعات بين المسيحيين والدروز في وقت مبكر من مايو 1845. لذلك طلبت القوى الأوروبية من السلطان العثماني إرساء النظام في لبنان، وحاول القيام بذلك بإنشاء مجلس في كل دائرة. يتكون المجلس من أعضاء يمثلون المجتمعات الدينية المختلفة وكان الهدف منه مساعدة نائب المحافظ. فشل هذا النظام في الحفاظ على النظام عندما تمرد الفلاحين في قضاء كسروان بسبب الضرائب الثقيلة المفروضة عليهم، ضد الممارسات الإقطاعية التي كانت سائدة في جبل لبنان.[بحاجة لمصدر] وفي عام 1858 طالب كل من طانيوس شاهين وأبو سمرة غانم، اللذان كانا من زعماء الفلاحين الموارنة، بأن تُلغي الطبقة الإقطاعيّة امتيازاتها وعندما قوبل طلبهم بالرفض تمرد فقراء الفلاحين على شيوخ جبل لبنان ونهبوا أراضيهم وأحرقوا منازلهم.[بحاجة لمصدر]

### متصرفية جبل لبنان
أدى تقسيم لبنان إلى مناطق دينية طائفية منفصلة إلى استياء الأقلية الدرزية، وشكت افتقارها للامتيازات السياسية والاقتصادية. ونتج عن هذه العوامل وعوامل أخرى صراعات دينية عنيفة، انتهت بمجزرة مذبحة راح ضحيتها حوالي 11 ألف ماروني وتهجير نحو 100 ألف شخص، بما فيهم الروم الأرثوذكس والروم الكاثوليك عام 1860. وخلقت فرصة للقوى الأوروبية للتدخل في شؤون المنطقة.

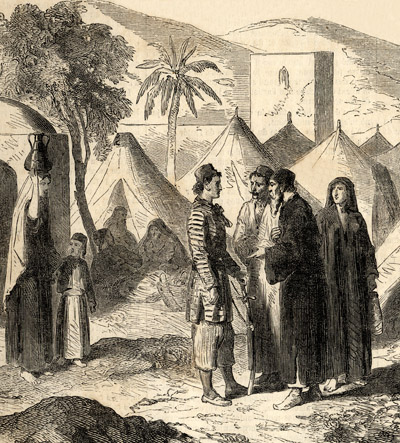
اللاجئون المسيحيون خلال صراع عام 1860 بين الدروز والموارنة في لبنان.

عندما وصلت أخبار المجازر إلى أوروبا وخاصة فرنسا دعت إلى التحرك لوقف مذبحة المسيحيين "الأبرياء". وعُقدت سلسلة من المؤتمرات الدولية المعروفة باسم التنظيم العضوي لمناقشة الوضع المأساوي في المنطقة. وفي يوليو 1860 انعقد مؤتمر باسم الإنسانية في باريس بمشاركة ممثلين عن فرنسا وبريطانيا والنمسا وبروسيا وروسيا والدولة العثمانية. وتم تبني بروتوكول ينص على إرسال 12 ألف جندي من الدول الأوروبية نصفهم فرنسيون إلى المنطقة. كان الهدف من إرسالهم "معاقبة المذنبين وتأمين التعويضات عن الخسائر المسيحية واقتراح الإصلاحات التي من شأنها ضمان النظام والأمن". ومع ذلك فقد استطاع فؤاد باشا المسؤول العثماني المكلف باستعادة النظام من قمع العنف قبل وصول القوات الأوروبية.
في الخامس من أكتوبر عام 1860 توصلت القوى المشاركة لاتفاق حول الإصلاحات الإقليمية الجديدة والتي تضمنت منح جبل لبنان درجة عالية من الحكم الذاتي والانفصال عن سوريا تحت نظام جديد يعرف بالمتصرفية. وكان متصرف مسيحي غير لبناني يدعمه مجلس إداري مكون من اثني عشر شخصية محلية تمثل الطوائف الدينية المختلفة في لبنان مثل الدروز والأرثوذكس والموارنة والكاثوليك والسنة والشيعة.

بعد حصول جبل لبنان على حكم ذاتي واسع النطاق وتفوقه على المناطق المجاورة له فيما يتعلق بعدم دفع الضرائب للحكومة المركزية وإعفاء السكان المحليين من الخدمة العسكرية والسيطرة المحلية الكاملة على القانون والنظام. وكانت اللغة الرسمية للإدارة اللغة العربية. ومع ذلك وبسبب قلة الأراضي الخصبة فيه، أصبح جبل لبنان مُعتمدًا بشكل متزايد على المناطق الأخرى المحيطة به للحصول على الغذاء ووسائل العيش، واعتمد بشكل كبير على ميناء بيروت لاستيراد وتصدير البضائع. وبالتالي ظهرت أفكار لضم مناطق مجاورة أخرى إلى المتصرفية. في عام 1864 قررت الدولة العثمانية توحيد مقاطعات دمشق وصيدا لتشكل مقاطعة واحدة تسمى سوريا وهي منطقة يحدها جبل لبنان من الشمال والغرب. في عام 1866 عينت الحكومة العثمانية محمد رشيد باشا واليًا على سوريا والذي طبق العديد من التدابير الإصلاحية لموازنة تأثير إنشاء المتصرفية على المنطقة. ولم يوافق الفرنسيون على ضم المناطق المجاورة لجبل لبنان إلا بعد الحرب العالمية الأولى وتشكيل ما يسمى بالدولة اللبنانية الكبرى.

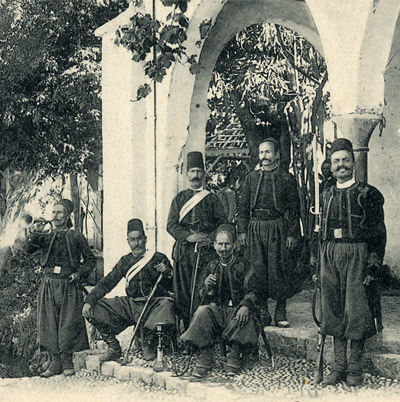
جنود لبنانيون خلال فترة المتصرفية في جبل لبنان

قدرة جبل لبنان المحدودة على الزراعة بسبب وعورة تضاريسه أدت إلى هجرة الكثير من اللبنانيين المسيحيين إلى مصر وأجزاء أخرى من إفريقيا وأمريكا الشمالية والجنوبية وآسيا. واستمرت تحويلات الأموال التي يرسلها هؤلاء المهاجرون إلى أقاربهم في لبنان لدعم الاقتصاد اللبناني حتى يومنا هذا. [بحاجة لمصدر]
بالإضافة لكونه مركز تجاري وديني هام فقد تحول لمركز فكري في النصف الثاني من القرن التاسع عشر بفضل البعثات التبشيرية الأجنبية التي أنشأت المدارس في جميع أنحاء البلاد؛ حيث أصبحت بيروت مركزا لهذا النهوض الفكري.[بحاجة لمصدر] تأسست الجامعة الأمريكية في بيروت عام 1866 تلتها جامعة القديس يوسف الفرنسية عام 1875. [بحاجة لمصدر] كما شكل تشكيل تجمع فكري في نفس الفترة إحياءً للأدب العربي الذي كان يعاني من الركود تحت سيطرة العثمانيين.[بحاجة لمصدر] ويعد هذا العصر الفكري الجديد أيضًا موطنًا لظهور المنشورات والصحف بأعداد كبيرة جدًا.[بحاجة لمصدر]
تميزت هذه الحقبة بزيادة النشاط السياسي بفعل الحكم الصارم للسلطان عبد الحميد الثاني (1876- 1909) مما أدى بالمسلمين والمسيحيين العرب في بيروت ودمشق لتشكيل مجموعات سياسية سرية وتنظيمية.[بحاجة لمصدر] وكان اللبنانيون يواجهون صعوبات في تحديد المسار السياسي الأفضل للدعوة إليه؛ إذ كان المسيحيون قلقون بشأن السياسات التركية القومية الإسلامية خوفًا من تكرار مذابح لعام 1860.[بحاجة لمصدر] وقد بدأ البعض خاصة الموارنة بالتفكير بالانفصال بدلاً من إصلاح الإمبراطورية العثمانية. بينما أراد آخرون وعلى رأسهم الأرثوذكس دولة سورية مستقلة مع محافظة جبل لبنان كمقاطعة منفصلة لتجنب السيطرة المارونية. [بحاجة لمصدر] ومن ناحية المسلمين فقد فضل السنة الحفاظ على نظام الخلافة العثمانية، أما الشيعة والدروز فكانوا يميلون للاستقلال أو الإبقاء على الوضع الراهن. [بحاجة لمصدر]
في الأصل كانت الجماعات الإصلاحية العربية تأمل في أن تحظى أهدافها القومية بدعم تركيا الفتاة، التي نظمت ثورة في 1908-1909. ولسوء الحظ بعد استيلائهم على السلطة أصبحوا قمعيين وقوميين بشكل متزايد. وتخلوا عن سياساتهم الليبرالية بسبب المعارضة الداخلية ومشاركة تركيا في الحروب الخارجية بين عامي 1911 و1913. ولم يتمكن القوميون العرب من الاعتماد على دعم تركيا الفتاة وبدلاً من ذلك واجهوا معارضة من الحكومة التركية. [بحاجة لمصدر]

## التدخل الأجنبي في القرن التاسع عشر والأحوال الاقتصادية المتغيرة
حولت التوترات إلى صراع طائفي خلال ستينيات القرن التاسع عشر حيث نشأت في سياق تغير سريع في الترتيب الاجتماعي القائم في المنطقة. تحت قيادة بشير الثاني الشهابي، أصبحت الزراعة الاقتصادية لمنطقة جبل لبنان أكثر ارتباطاً بالاقتصاد التجاري في بيروت، مما أدى إلى تغيير نظام الالتزامات الإقطاعية وتوسيع نطاق تأثير المحاصيل النقدية. وقد أدت هذه الخطوة إلى زيادة الروابط السياسية والاقتصادية مع فرنسا، الأمر الذي جعل الفرنسيين بمثابة راعٍ دولي للموارنة في لبنان.
يعود تاريخ العلاقات اللبنانية الفرنسية لقرون عديدة، ومن الصعب تحديد الوقت الذي بدأت فيه فرنسا التدخل الفعلي في شؤون لبنان. وتعود جذور هذا الاتصال إلى حضور المبشرين الفرنسيين اليسوعيين على جبل لبنان بعد وصولهم إلى سوريا عام 1831م. وفي الجزء الأول من القرن التاسع العشر بدأت الهوية المسيحية بالظهور في جبل لبنان، ولعبت الكنيسة المارونية دورًا حاسمًا في تشكيل التاريخ السياسي للبنان وإنشاء الدولة المسيحية في عام 1920. أسست هذه المجتمعات الكاثوليكية نظام تعليم يسوعي واسع النطاق في تلك المناطق، وتعد جامعة القديس يوسف أول مؤسسة تأسست لهذا الغرض في بيروت عام 1875.
أتاحت جامعة القديس يوسف لطلابها فرصة دراسة مجموعة واسعة من المواد الأكاديمية، مما ساعدهم على تطوير إحساس أقوى بهويتهم الخاصة. ولتعزيز المعرفة بوطنهم درس الطلاب في كلية الدراسات الشرقية علم الآثار واللغة والتاريخ، وعزز هذا الجهد المتواصل هويتهم الوطنية بشكل كبير. وكان هؤلاء المفكرين أنفسهم هم الذين نادوا فيما بعد باستقلال البلاد. وكانت المعرفة التي تلقوها في هذه المدارس وكذلك النخبة التي طورت نتيجة لذلك هي الأساس لظهور أول حركة قومية. وكان "نجيم" وهو ماروني متعلم من جونيه ومن أكثرهم نفوذًا يدعو لإنشاء لبنان الكبير كدولة مستقلة، مستندًا في دعوته على أسس تاريخية وجغرافية حول لبنان والتي رأى أنها تشكل أساس طموحه الوطني. وكان لها أثر بالغ على لبنان حيث شكلت نخبة حاكمة شغلت معظم المناصب الإدارية والحكومية وساهموا كمفاوضين بين لبنان وفرنسا، السلطة الانتدابية للبلاد آنذاك. كما ساهموا في وسائل الإعلام عن طريق تأسيس الصحف والمجلات مثل مجلة (بالفرنسية: La revue Phénicienne)‏ اللامعة في عام 1919، والتي أصبحت واحدة من أكثر المنشورات الناطقة بالفرنسية تأثيراً في لبنان.
دعمت بريطانيا الدروز لإنشاء ثقل موازن وللحد من نفوذ فرنسا المتزايد في المنطقة، وذلك خوفاً من أن تؤدي هذه التوترات إلى انفصال يهدد سلامة الإمبراطورية العثمانية. كما زادت الإصلاحات في عهد التنظيمات العثمانية من حدة الخلاف بين الموارنة والدروز، إذ حاول الأوروبيون تفسير هذه الإصلاحات بأنها وسيلة لحماية المسيحيين في المنطقة ومنحهم قدرًا كبيرًا من الحكم الذاتي، بينما فسر الدروز هذه الإصلاحات على أنها استعادة لحقوقهم التقليدية لحكم الأرض.
هيمنت الدول الأوروبية مثل إنجلترا وألمانيا وفرنسا على التحركات الخارجية في لبنان، على الرغم من مشاركة قوى غير أوروبية مثل روسيا. ويعود السبب الرئيسي لتدخلهم في الشؤون الداخلية للبنان هو تفاعلهم مع الدولة العثمانية. فقد اضطرت الحكومة العثمانية إلى اللجوء للاقتراض من المصارف الأوروبية لدفع ديونها، واشترطت الاتفاقيات التجارية بينها وبين هذه المصارف تحكم الشركات الأوروبية بمجال التجارة في مختلف مناطق الدولة بما فيها جبل لبنان. ويعد خط السكك الحديدية مثالًا جيدًا على توسع الدول الأوروبية عالميًا، والذي بدأ ببنائه عام 1888 عندما تم منح بناء خط سكة حديد الأناضول المؤدي إلى بغداد للمطورين الألمان.
في عام 1889 توصلت ألمانيا وفرنسا لاتفاق وتقاسمتا بالتساوي ملكية الشركة الجديدة للسكك الحديدية. وقد فتح هذا المشروع المعروف بسكة حديد بغداد الطريق أمام الانتداب الفرنسي لاحقاً. وفي الوقت نفسه حصلت فرنسا على خمسة خطوط سكك حديدية رئيسية في سوريا الكبرى عام 1902، والتي كانت تضم لبنان وسوريا والأردن وفلسطين في ذلك الوقت. في حين سيطر الأتراك على الحكومة العثمانية وتحملوا ديونًا أكبر. وأدى ذلك إلى توقيع اتفاقية عامة في أبريل 1914م وافقت بموجبها فرنسا على إقراض الدولة العثمانية مبلغ 800 مليون فرنك مقابل تنازلها للدولة الفرنسية عن الامتياز الممنوح لها وفق اتفاقيتين سابقتين تم توقيعهما في سبتمبر 1913م. وتضمنت هذه الامتيازات الحق في بناء 1790 كيلومتر من السكك الحديدية الجديدة، فضلاً عن استعادة كافة الامتيازات الممنوحة للجمعيات الخيرية والمنظمات الدينية الفرنسية في سوريا ولبنان. لقد عززت الشرعية الفرنسية داخل البلاد وسهلت إنشاء الانتداب الفرنسي لاحقًا.

## الحرب العالمية الأولى والانتداب الفرنسي
تسبب اندلاع الحرب العالمية الأولى في أغسطس 1914 بحدوث مجاعة شديدة في لبنان نتيجة الحصار التركي والاستيلاء على الأراضي الزراعية، مما أدى لمقتل ما يقدر بنحو ثلث إلى نصف السكان المارونيين خلال السنوات الأربع المقبلة.
ألغت تركيا التي تحالفت مع ألمانيا والنمسا والمجر، وضع لبنان شبه المستقل وعينت جمال باشا وزير البحرية آنذاك قائداً أعلى للقوات التركية في سوريا، مع صلاحيات مطلقة. [بحاجة لمصدر] اتبع الأتراك سياسة تهدف إلى قمع الأقليات غير التركية في الإمبراطورية، ومع اندلاع الحرب أصبحت شعوب المقاطعات السورية أكثر وعيًا بهويتها الخاصة كأفراد غير أتراك. وعندما بدأت الحرب كان سكان المنطقة على استعداد لمساعدة العدو بسبب عدم تعاطفهم مع الأتراك. وفرضت بريطانيا وفرنسا حصار بحري على الساحل السوري ونفذت عمليات استخباراتية مشتركة مع الفرنسيين،  وبسيطرة أساطيل الحلفاء على المياه الساحلية تمكنوا من إنزال جواسيسهم واستلام الجواسيس الذين هربوا إلى سفن الحلفاء باستخدام السفن المحلية لنقلهم إلى سفن التحالف ليلاً. وكانت العمليات الاستخباراتية تتم بطريقة واضحة، مما أسعد الكثير من السكان المحليين، وأحرج الأتراك.
اتبع جمال باشا حكمًا قاسيًا حيث أعدم العشرات على خلفية نشاطهم السياسي. وتسبب هذا الحكم القمعي السياسي إلى عمليات إعدام جماعية في بيروت ودمشق في 6 مايو 1916. ومنذ الصراع الطائفي الذي وقع عام 1860 لم تشهد لبنان مثل هذه الأحداث العنيفة، خلقت عمليات الإعدام الجماعية زخمًا وعززت القومية العربية التي تسعى إلى الاستقلال السياسي العربي. كما قام الجيش التركي بقطع الأشجار للحصول على الخشب لتزويد القطارات بالوقود أو لأغراض عسكرية. وعُرف هذا اليوم باسم يوم الشهيد وسميت ساحة الشهداء في بيروت بهذا اليوم.
بدأت نهاية الحكم العثماني في لبنان في سبتمبر 1918 عندما هبطت القوات الفرنسية على الساحل اللبناني، وانتقلت القوات البريطانية إلى فلسطين، وفتحتح الطريق أمام تحرير سوريا ولبنان من السيطرة التركية. وفي مؤتمر سان ريمو بإيطاليا في أبريل 1920 منحت دول الحلفاء فرنسا انتدابًا على سوريا الكبرى، ثم عينت الجنرال هنري غورو لتنفيذ أحكام الانتداب.